# Sols de Bretagne
 (septembre 2017).
 (septembre 2017).
Les sols de Bretagne, comme tous les sols, sont formés grâce à la pédogénèse, c'est-à-dire un ensemble de processus physiques, chimiques et biologiques, ce qui a conduit en Bretagne à différents types de sols. Ces sols bretons ont notamment évolué au cours du Quaternaire et au cours de la période récente, et ont un rôle comme interface dans l’environnement.
Les sols, couches meubles de 50 cm à 2 m d’épaisseur en moyenne, sont le résultat de l’action de processus et facteurs longs et diversifiés. Ces milieux complexes et organisés, multifonctionnels, vivants, variables dans le temps et dans l’espace, ne sont pas renouvelables à l’échelle humaine. Or, ils sont soumis à de multiples dégradations et pressions dont on prend aujourd’hui toute la mesure, qui altèrent la qualité des sols et leur capacité à remplir leurs fonctions. La mise en œuvre des programmes d’inventaire et de surveillance des sols bretons permet progressivement de dresser un diagnostic régional de l’état des sols bretons et d’esquisser des tendances d’évolution de leur qualité.

## L'état des connaissances
En Bretagne les sols présentent une faible diversité selon une analyse de la diversité mondiale des sols menée par une équipe australienne. Ce constat peut être contesté. Certes les sols de Bretagne ont des caractéristiques communes : ils sont en très grande majorité limoneux et acides. Cependant les variations à courte ou moyenne distances, par exemple à l’échelle des versants, sont significatives, mais difficiles à retranscrire sur des cartes globales. Ces variations ont des implications directes et très fortes sur la qualité agronomique des sols, mais également vis-à-vis de leur rôle environnemental, notamment comme interface avec l’eau et l’air.

### Noms vernaculaires des sols
Les agriculteurs bretons utilisaient jusqu’à une période récente tout un ensemble de termes vernaculaires permettant de différencier les sols en fonction de leur qualité agronomique. Les désignations des sols en breton ont été recueillies dans le Finistère par Coppenet et Yézou et sont synthétisées dans le Tableau 1. L’analyse de ce tableau montre que les agriculteurs distinguaient des sols au sein d’un paysage selon différents critères, notamment leur fertilité, leur épaisseur, leur engorgement en eau, mais aussi leur texture. Ils percevaient ainsi des variations dans les propriétés des sols qui avaient des incidences sur leur mise en valeur et ils cherchaient à adapter leurs cultures et leurs pratiques à ces variations.
| Terres acides sur granite - Douar skañv : terre légère ou peu profonde - Douar treut : terre maigre, peu ou mal fertilisée, à faible potentiel - Douar tirien : terre de pâture - Douar land : terre de sommet, caillouteuse, inculte - Douar ludu : terre sur granite, très riche en matière organique | Terres cultivées humides - Douar yen : terres cultivées humides se réchauffant lentement au printemps - Douar gleb : terres humides de bas de pente - Douar pri : terre humide et argileuse difficile à travailler |
| Bonnes terres profondes sur granite ou schiste - Douar gwiniz : terre à blé - Douar tomm : terre chaude - Douar tu : terre se travaillant bien - Douar pounner : terres argileuses ou limoneuses, lourdes et collantes comparées aux terres sur granite                                                 | Sols humides et tourbeux des fonds de vallée - Douar touarc’hen : terre de tourbière - Douar pri : terre de glaise - Douar yen : terre humide et froide - Douar lagenn : terre de boue                             |
| Limons très profonds du nord Finistère - Douar pounner : terres limoneuses profondes | Sols du littoral, dune - Douar treaz : terre de sable Sols marécageux - Yeunn : marais |

Tableau 1 : Recueil de noms vernaculaires en breton désignant différents types de sols. Liste non publiée établie en 1961 par M. Coppenet, directeur de la station d’Agronomie INRA de Quimper et N. Yézou, ingénieur à la direction des Services agricoles du Finistère.

### Inventaires pédologiques depuis 1945
La cartographie des sols a connu en France un essor important entre 1945 et 1975 en parallèle à l’intensification de l’agriculture. Les pédologues des Chambres d’Agriculture, des établissements d’enseignement agronomique et agricole, de l’INRA, de bureaux d’études ont alors réalisé de nombreuses cartes pédologiques. En Bretagne, comme dans les autres régions, ces démarches ont permis d’accroître les connaissances locales en lien notamment avec des thématiques agricoles, mais leur homogénéisation s’avère aujourd’hui difficile, car les échelles de travail et les méthodologies employées étaient très différentes d’une étude à l’autre.

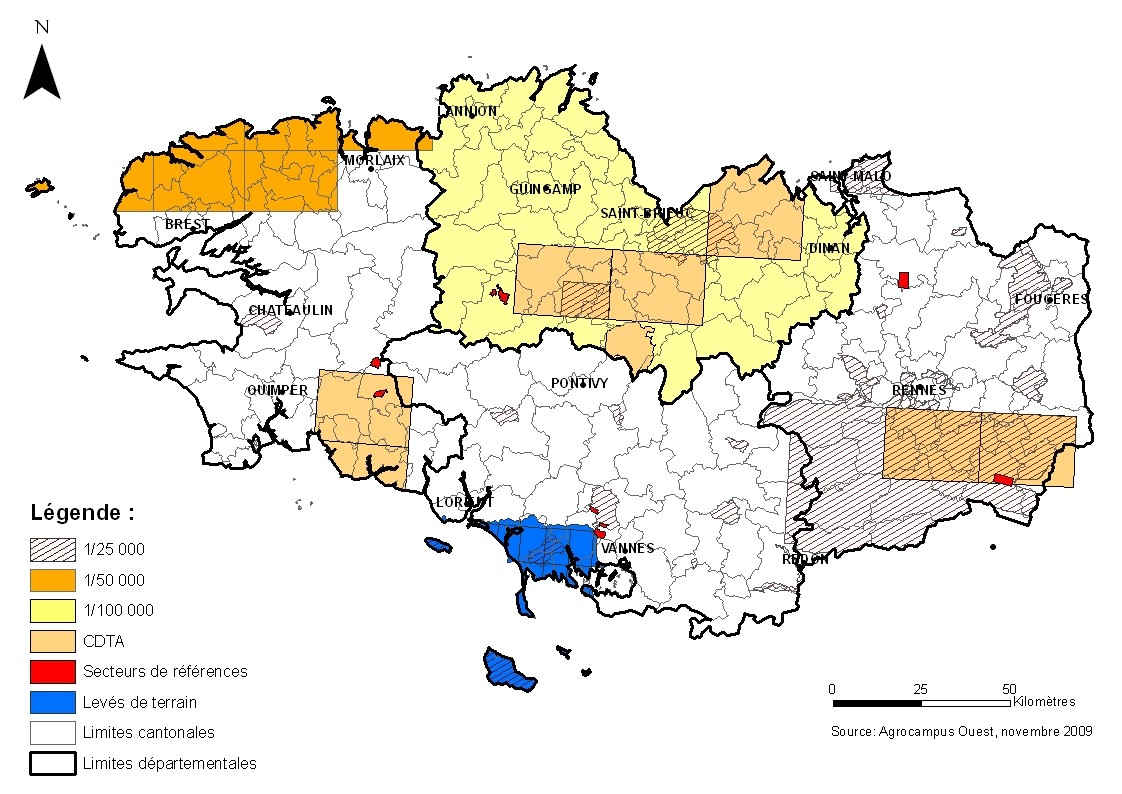
Figure 1 : Inventaire des cartes pédologiques existantes en Bretagne aux échelles du 1/10 000 au 1/100 000'

En parallèle à ces travaux, des programmes nationaux de cartographie ont été initiés en respectant une méthodologie plus uniforme. Ainsi, en 1968, sous l’impulsion du service d’Etude des Sols et de la Carte pédologique de France, un programme de cartographie exhaustive à l’échelle du 1/100 000 intitulé Connaissance Pédologique de la France a été initié. En Bretagne, la coupure à 1/100 000 de la feuille de Janzé a été publiée. Des cartes plus locales en lien avec des problématiques agronomiques ont ensuite été réalisées. Deux opérations ont permis d'accroître les connaissances dans ce sens. Tout d’abord, les secteurs de référence pour le drainage, conduit au cours des années 1980. Ils consistent en la cartographie des sols à l’échelle du 1/10 000 d’une zone représentative d’une petite région agricole. Des cartes départementales des terres agricoles (CDTA) à 1/50 000 ont également été réalisées et visaient à planifier l’usage des sols. En Bretagne, cinq secteurs de référence drainage et sept CDTA ont vu le jour.
Malgré cela, la connaissance de la répartition des sols et de leur évolution restait relativement faible en Bretagne. Aux échelles allant du 1/10 000 au 1/100 000, la couverture pédologique de la région n’est pas exhaustive (Figure 1) et est inégale selon les départements. En effet, à peine la moitié de la région est couverte à ces échelles.
Depuis les années 1990, le développement et la disponibilité accrue des Systèmes d’Information géographique (SIG), de méthodes statistiques et de données spatialisées ont profondément modifié les approches de cartographie des sols. Parallèlement, le contexte est devenu favorable au développement d’une nouvelle dynamique régionale sur les sols avec :
- En 2001, la création du Groupement d’Intérêt Scientifique sur les Sol (Gis Sol[5]) qui réunit des représentants des Ministères chargés de l’Agriculture et de l’Environnement, de l’Institut National de la Recherche Agronomique (INRA), de l’Agence de l’Environnement et la Maîtrise de l’Energie (ADEME), de l’Institut de Recherche pour le Développement (IRD) et de l'Institut Géographique National (IGN). Le Gis Sol a pour missions de constituer et gérer un système d'information sur les sols de France et répondre aux demandes des pouvoirs publics et de la société au niveau local et national.
- En 2002, la Commission Européenne, dans sa communication « Vers une stratégie thématique de protection des sols » (CE, 2002) a reconnu l’importance et la vulnérabilité des sols, identifiant 8 menaces pesant sur les sols : l’érosion, la contamination, la diminution des teneurs en matières organiques, la salinisation, le tassement, la diminution de la biodiversité des sols, l’imperméabilisation, les glissements de terrain et les inondations.
- En 2003, le Conseil Scientifique de l’Environnement en Bretagne publie un document intitulé « Gestion des sols et apports de déchets organiques en Bretagne » (CSEB, 2003[6]), qui remet les sols au cœur des préoccupations régionales.

### Le programme Sols de Bretagne initié en 2005
L'acquisition de connaissance sur le sol a connu un nouvel élan en Bretagne à partir de 2005, avec le lancement du programme Sols de Bretagne coordonné par AGROCAMPUS OUEST. Il s’agit de décliner régionalement deux programmes nationaux coordonnés par le Gis Sol : Réseau de Mesures de la Qualité des Sols (RMQS) et Inventaire, Gestion et Conservation des Sols (IGCS). Le RMQS vise à évaluer et suivre l’évolution de la qualité des sols, et IGCS à inventorier et cartographier les sols et à constituer les bases de données correspondantes. IGCS est multi échelle, mais la priorité nationale est mise sur Référentiel Régional Pédologique (RRP) à l’échelle du 1/250 000. Les unités figurées regroupent plusieurs types de sols dont les contours ne sont pas délimités mais dont l’organisation spatiale et les caractéristiques sont précisées dans la base de données.

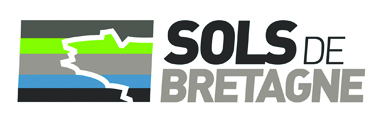
Logo du programme Sols de Bretagne

Le programme Sols de Bretagne a vu le jour grâce au concours financier de l’Etat, de la Région Bretagne et des quatre Départements bretons, et à l’appui scientifique et technique des Chambres d’Agriculture de Bretagne, de l'Université de Rennes 1 (UMR CNRS Ecobio) et d’AGROCAMPUS OUEST, UMR INRA SAS.
Les objectifs du programme sont multiples :
- Compléter et organiser les informations sur les sols bretons

Les cartes préexistantes en Bretagne couvrent un peu moins de la moitié de la superficie de la région. En complément, des données continuent d'être acquises sur le terrain pour constituer une base de connaissances de la variabilité spatiale des sols. Le volet cartographique (IGCS) de Sols de Bretagne ne vise pas à remplacer les études à des échelles détaillées, mais à organiser la connaissance des sols en la structurant sous la forme d’une base de données valorisable au niveau régional et départemental, et à fournir des références (type de sol, succession des sols dans le paysage, données analytiques, potentialités agronomiques…) pour les études pédologiques locales. Inversement, celles-ci pourront être intégrées et ainsi enrichir progressivement les connaissances acquises au cours du programme. De plus, des techniques innovantes de cartographie numérique des sols permettent d'affiner la connaissance des sols à partir des données existantes.
- Mettre en place un réseau de surveillance de la qualité des sols

La modification ou la dégradation des sols et de leurs fonctions constituent un risque majeur à surveiller. Le RMQS, calé sur un réseau de mailles carrées de 16 km de côté, au centre desquelles des descriptions de sol et des analyses de terre seront réalisées tous les 10 ans ou plus, permettra de dresser un état des lieux de la qualité des sols français et d’en suivre la qualité. La première campagne de mesures a été menée sur les 109 sites bretons entre 2005 et 2007 et la seconde a débuté en 2017.
En Bretagne, un programme complémentaire du RMQS a été proposé et réalisé par l’Université de Rennes 1 UMR CNRS Ecobio dans le cadre du programme de développement, validation et application de bioindicateurs soutenu par l’ADEME. Il s’agit du programme RMQS BioDiv Bretagne qui vise à acquérir des données sur la composante biologique des sols des sites du RMQS. Des informations sur ce programme sont disponibles sur le site internet EcobioSoil.
- Communication et diffusion des informations

Pour améliorer la visibilité du sol et redonner sa place au sol dans les processus de production agricole, l’aménagement du territoire et la protection de l’environnement, il est essentiel de communiquer efficacement vers les utilisateurs potentiels des sols et des données. Le site internet Sols de Bretagne facilite l'accès du plus grand nombre aux informations sur le sol depuis 2006, en proposant des données, des outils et des liens.
Le programme Sols de Bretagne se poursuit actuellement. Après une première phase (2005 à 2012) marquée par l'acquisition d'information et la constitution des bases de données, une seconde phase (2013-2017) a permis la diffusion des données, et la période à venir se concentrera principalement sur l'intégration des données pédologiques aux outils d'aide à la décision dans les domaines de l'agronomie et de la gestion durable des territoires.

## La formation et l'évolution des sols

### Les phases de formation du sol

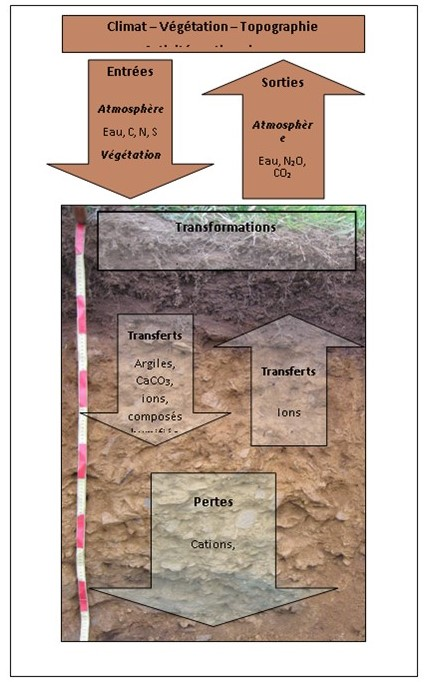
Figure 2 : illustration simplifiée des mécanismes de base de la pédogenèse.

La formation et l’évolution des sols également appelée pédogénèse (Figure 2) correspond à l’ensemble des processus physiques, chimiques et biologiques qui interagissent et aboutissent à la différenciation du sol. Cette couverture pédologique se forme à partir d’un substratum, qui peut être d’origine géologique (roche granitique, schisteuse, gneissique, calcaire…), éolienne (limons déposés lors des glaciations, dune), fluviatile ou marine (alluvions). Ce substrat est exposé aux effets du climat, du relief, des organismes vivants (plantes, animaux, microorganismes) et des activités humaines. Quatre phases de formation du sol sont identifiées :
1. La roche, soumise à l’action de l’eau, aux variations saisonnières de température (alternance des périodes de gel/dégel), à l’enracinement et au vent, se fragmente. Cette désagrégation physique ou mécanique produit des éléments de plus petites tailles qui s’altèrent chimiquement plus ou moins en fonction des conditions climatiques.
2. L’altération transforme les minéraux primaires dans les roches, chimiquement ou par dissolution[11]. Elle modifie ainsi la composition minéralogique du substrat initial (néoformation de minéraux secondaires tels que les argiles). Les réactions biochimiques (dissolution, hydratation, oxydo-réduction, hydrolyses) dépendent de la présence d’eau, d’oxygène, de dioxyde de carbone ou encore d’acides organiques[12].
3. La fraction minérale des sols, produite par les deux premières étapes de désagrégation et l’altération, est enrichie par la matière organique issue de l’installation de mousses, lichens, champignons, bactéries et de la décomposition des végétaux.
4. Au cours de la pédogénèse, des redistributions chimiques (migration de matière organique, d’argiles, de fer et d’aluminium notamment) et physiques (différenciations texturale et structurale) sont induites par la circulation de l’eau dans la porosité du sol. Elles aboutissent à la réorganisation du sol en horizons pédologiques.

### Les principaux processus impliqués dans la formation des sols bretons

#### Les processus liés à l'humification
Brunification
La brunification est un processus de faible néoformation d’argile et d’altération modérée de la matière organique qui évolue vers des complexes humiques stables. En climat tempéré humide de type atlantique ou semi-continental, l’altération de la plupart des substrats cristallins (granite, gabbro…), sédimentaires (schiste et grès notamment), et d’apports (limons) a pour conséquence l’extraction du fer des réseaux cristallins (Fe2+) et son oxydation en Fe3+ au contact de l’oxygène de l’air. Ce processus donne sa couleur brun-ocre au sol. La brunification est le processus dominant en Bretagne.
Lessivage (ou illuviation)
Le lessivage est un processus d’entraînement de particules par l'eau, essentiellement des argiles, et de substances associées. Le lessivage des argiles ou argilluviation aboutit à une différenciation morphologique nette entre les horizons. Le lessivage est accompagné d’une diminution du pH des horizons supérieurs, qui, si elle s’accentue, peut entrainer une altération des minéraux argileux ou une acidification des humus en surface (début d’un processus de podzolisation). L’intensité du lessivage dépend notamment de la nature du matériau parental. Ainsi les matériaux sédimentaires meubles, profonds, suffisamment filtrants, non ou peu calcaires sont les plus favorables à l’argilluviation.
Podzolisation
La podzolisation résulte d’une acidification accentuée qui conduit à l’accumulation de résidus végétaux en surface et à leur lente évolution, pour constituer des horizons homorganiques épais formant des humus de type mor. Des acides organiques sont libérés par ces humus et altèrent biochimiquement les silicates et parfois les minéraux argileux par acido-complexolyse. Le processus de podzolisation est peu répandu en Bretagne, mais observé dans les zones les plus froides et acides du centre ouest.

#### Les processus liés aux conditions physico-chimiques
Hydromorphie
Il s’agit de l’ensemble des manifestations morphologiques observées dans un sol qui sont liées à un engorgement en eau de la porosité du sol, temporaire ou permanent. Ces manifestations se traduisent sous forme de taches, de ségrégations, de colorations ou décolorations, principalement liées au processus d’oxydo-réduction affectant le fer selon l’état d’aération du sol. Les engorgements temporaires en eau induisent une alternance des périodes d’immobilisation (phase d’oxydation) et de mobilisation (phase de réduction) du fer. Ils se traduisent par une juxtaposition de zones de départ (taches de couleur grise) et de zones d’accumulation (taches de couleur rouille et parfois nodules d’accumulation) du fer.
Acidification
C’est un processus d’élimination des cations échangeables alcalins et alcalino-terreux (principalement Ca2+ et Mg2+) dans un ou plusieurs horizons, qui se traduit par un abaissement du pH. Ce processus est favorisé par une pluviométrie et une teneur en matière organique importantes.
Salinisation
Processus d’accumulation de sels dans la solution du sol, il fait plus particulièrement intervenir le chlorure de sodium (NaCl). En Bretagne, les sols salés se trouvent en zones côtières à la faveur d’une nappe souterraine, salée, peu profonde et d’origine marine ou d’apports éoliens par des embruns.

#### Les processus d'altération prolongée
Rubéfaction
Dans les zones de terrasse du Sud de la Bretagne ou dans des sols issus de grès, on peut observer des sols rubéfiés qui présentent des horizons rougeâtres (couleur lie-de-vin) riches en argile. L’hématite (xFe2OH3), un oxyde qui s’associe aux argiles, est responsable de cette couleur rouge. La rubéfaction consiste en l’extraction du fer contenu dans le substrat et sa transformation en hématite qui devient majoritaire parmi les oxydes de fer. Le processus de rubéfaction est favorisé en milieu sec et aéré et est considéré en Bretagne comme un processus ancien lié à des climats anciens (paléoclimats) de type tropical.

### Les facteurs influençant la formation des sols

#### Le climat
Le gel, la pluviométrie, l’évapotranspiration, la température, l’humidité et les variations climatiques saisonnières influencent la formation des sols. La Bretagne est dominée par un climat océanique. Il s’agit d’un climat dont les pluies hivernales favorisent l'exportation hors des sols d'éléments solubles et le transfert de particules par lessivage. Cependant la variabilité climatique interne engendre une diversité de processus pédogénétiques. Ainsi, les zones de relief les plus élevées (Menez Hom, Monts d’Arrée, Montagnes Noires) sont plus froides, les sols y sont souvent podzolisés. Le climat régulièrement humide à l’ouest de la Bretagne associé à des pH acides limite la transformation des humus et la minéralisation du carbone organique.

#### Le matériau parental
Le matériau parental (ou substrat)  dans lequel s’est développé le sol actuel, influence surtout la granulométrie, la perméabilité et la richesse en éléments minéraux du sol. Le Massif armoricain est un massif ancien. Il a été modelé par trois cycles de formation de montagnes. Il est constitué de roches cristallines, métamorphiques et sédimentaires auxquelles peuvent se surimposer des formations d’apports (éoliens, de versant, fluviatiles ou marins) plus ou moins épaisses.
Roches cristallines
Granite
Le granite est une roche magmatique plutonique très courante en Bretagne. Elle est grenue et de couleur variable (blanche, grise, rosée, rouge ou bleue). Il existe de nombreuses déclinaisons de granites en Bretagne (porphyroïdes, alcalins, monzonitiques…), dont l’altération produit une arène sableuse, rarement argileuse, plus ou moins développée (de quelques cm à plusieurs mètres). Les paysages granitiques sont très souvent une mosaïque de buttes aux versants convexes. Si le granite est peu altéré, il n’est pas rare d’observer des chaos ou boules de granite. Le relief est généralement marqué par des vallées étroites et encaissées. En Bretagne, les sols issus de granites sont acides et filtrants.
Roches sédimentaires
Schistes
Il s’agit d’un groupe de roches fortement représentées en Bretagne, qui s’organisent en feuillets. Les pédologues distinguent trois groupes de schistes sur la base de leur altérabilité :
- Les schistes tendres (type Briovérien)

De couleur gris vert, ils sont associés à des sols de texture limoneuse, de profondeur supérieure à 60 cm. La transition entre la roche mère et le sol est souvent progressive, elle se caractérise par une altération au toucher talqueux. Cette altérite peut être imperméable et provoquer des phénomènes d’hydromorphie temporaire. Le relief généralement doux est peu marqué par le réseau hydrographique.
- Les schistes intermédiaires (type ardoisier)

La couleur bleu gris de l’ardoise confère au sol une couleur très foncée. Les sols, de profondeur moyenne, avec une charge en éléments grossiers importante sont moins propices à l’agriculture. Ils forment parfois de vastes espaces avec des dénivelés faibles accompagnés de sommets résiduels peu marqués dans le paysage. Les sols issus de ces schistes sont généralement plus riche en argile que les sols issus des autres schistes.
- Les schistes durs (type Pont-Réan)

Ce sont des schistes pourprés, rouges, extrêmement durs, qui ne présentent pas d’altération notable. Ils sont le support de sols principalement de faible profondeur (inférieure à 40 cm) et très riches en matière organique. Le relief présente de nombreuses aspérités et affleurements. Ils sont caractéristiques des paysages de landes que l’on observe au Sud de Rennes et dans le pourtour de la forêt de Paimpont.
Grès
C’est une roche à grains très fins, non foliée, dure. Les sols qui s’y développent présentent généralement une charge importante en éléments grossiers, une texture limono sableuse ; leur fertilité est souvent faible. Le relief se caractérise généralement par des lignes de crêtes du fait de la dureté de ce substrat.
Substrats d'apports
Limons éoliens

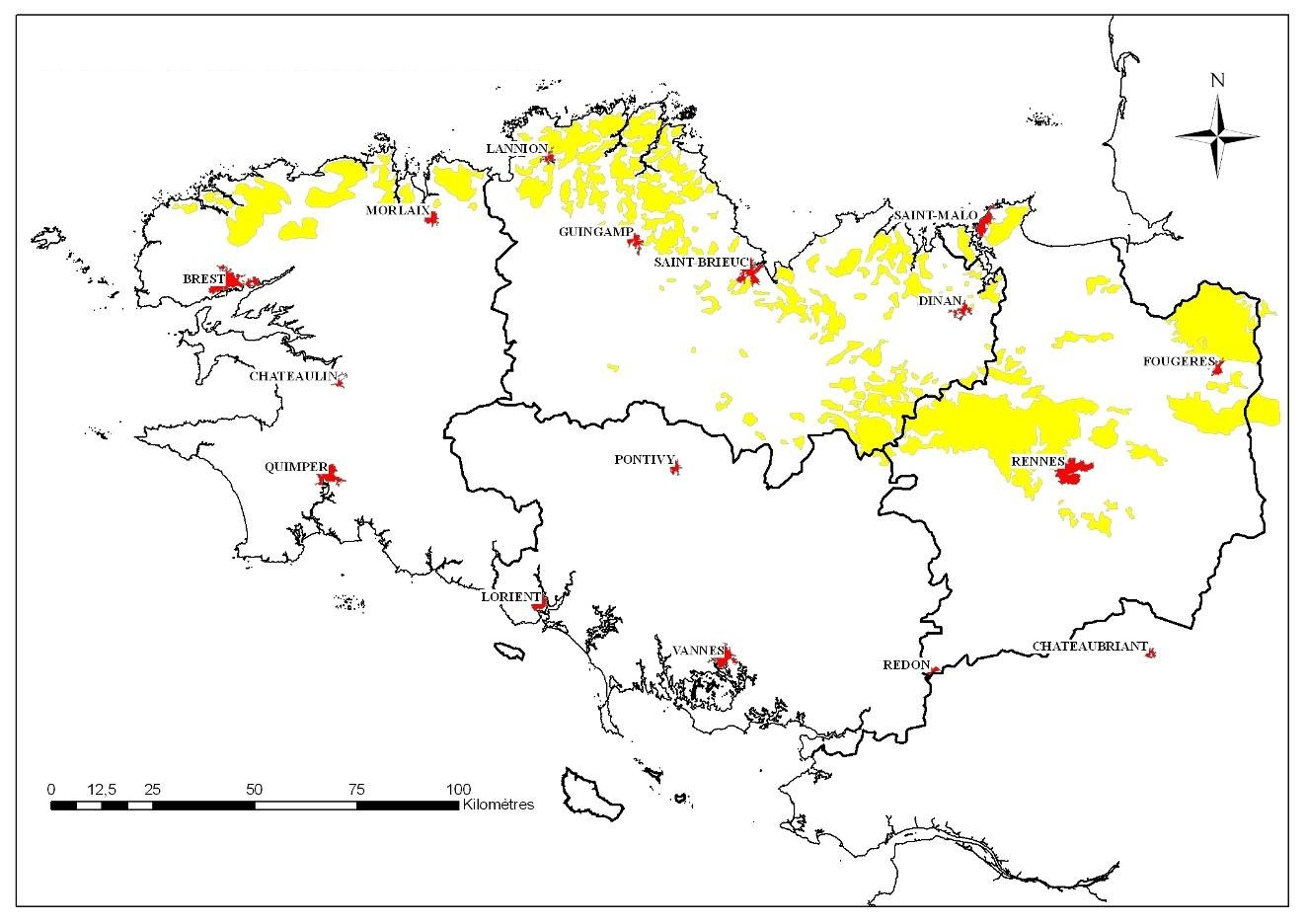
Figure 3 : Carte de l’extension des limons éoliens en Bretagne.

Ce sont des matériaux d’origine éolienne (sédiments de arrachés par le vent) déposés lors de la dernière glaciation sur les autres matériaux. Ils proviennent de l'érosion éolienne des fonds de la Manche exondés, l'eau étant alors rétractée dans les calottes glaciaires. L’épaisseur des dépôts suit un gradient décroissant Nord/Sud (Figure 3) : elle diminue du nord de la Bretagne (2 à 5 m) au centre (1 m) pour disparaître à la latitude des landes de Lanvaux. En Bretagne, les sols développés dans les limons éoliens présentent une texture limoneuse, avec une proportion de limons grossiers (20 à 50 micromètres) supérieure à 40 %  et des teneurs en sables et argiles inférieures à 15 %. Ils sont souvent affectés par des processus de lessivage des argiles et d’hydromorphie en zone de plateau.
Alluvions
Ces matériaux sont transportés par les cours d’eau et déposés lors des crues. Le dépôt est stratifié et granoclassé (classé en fonction de la taille des particules) et peut être riche en éléments grossiers roulés. Les alluvions sont cantonnées aux vallées, au contact du réseau hydrographique et sont typiques des zones planes des bas de versants en Bretagne. Les sols affectés par une nappe d’eau temporaire ou permanente sont rédoxiques et/ou réductiques, c'est-à-dire affectés par l'hydromorphie, et présentent souvent des différences de texture marquées au sein du profil.
Colluvions
Déposés au bas des versants à la faveur de replats ou en situation de cuvette, ces matériaux proviennent de la partie supérieure des versants et sont déplacés à la suite de l'érosion des sols. Ce colluvionnement est dû à un entraînement de particules en suspension dans l’eau qui ruisselle à la surface du sol ou par entraînement en masse de l’ensemble du sol, puis redéposition. Les sols qui en découlent sont caractérisés par leur homogénéité sur plusieurs dizaines de centimètres.

#### Géomorphologie et érosion
La topographie a un rôle déterminant en Bretagne sur la distribution spatiale des sols. Selon les situations topographiques, l’écoulement des eaux se partage de façon variable entre infiltration dans le sol et/ou ruissellement de surface. En zone de plateau, les transferts d'eau sont essentiellement verticaux (infiltration), l’absence de pente limitant l’écoulement latéral. Des nappes d’eau temporaires se forment et entraînent l’apparition de signes d’hydromorphie dans le sol. Le long des versants, l’écoulement est favorisé par la pente et les sols sont généralement bien drainés (non engorgés). Les fonds de vallées collectent les eaux qui circulent dans le versant et sont souvent le siège d’engorgements plus ou moins permanents (nappes d’eau affleurantes). La pédogénèse produit alors des sols hydromorphes à caractère réductique (engorgement permanent) et/ou rédoxique (engorgement temporaire).

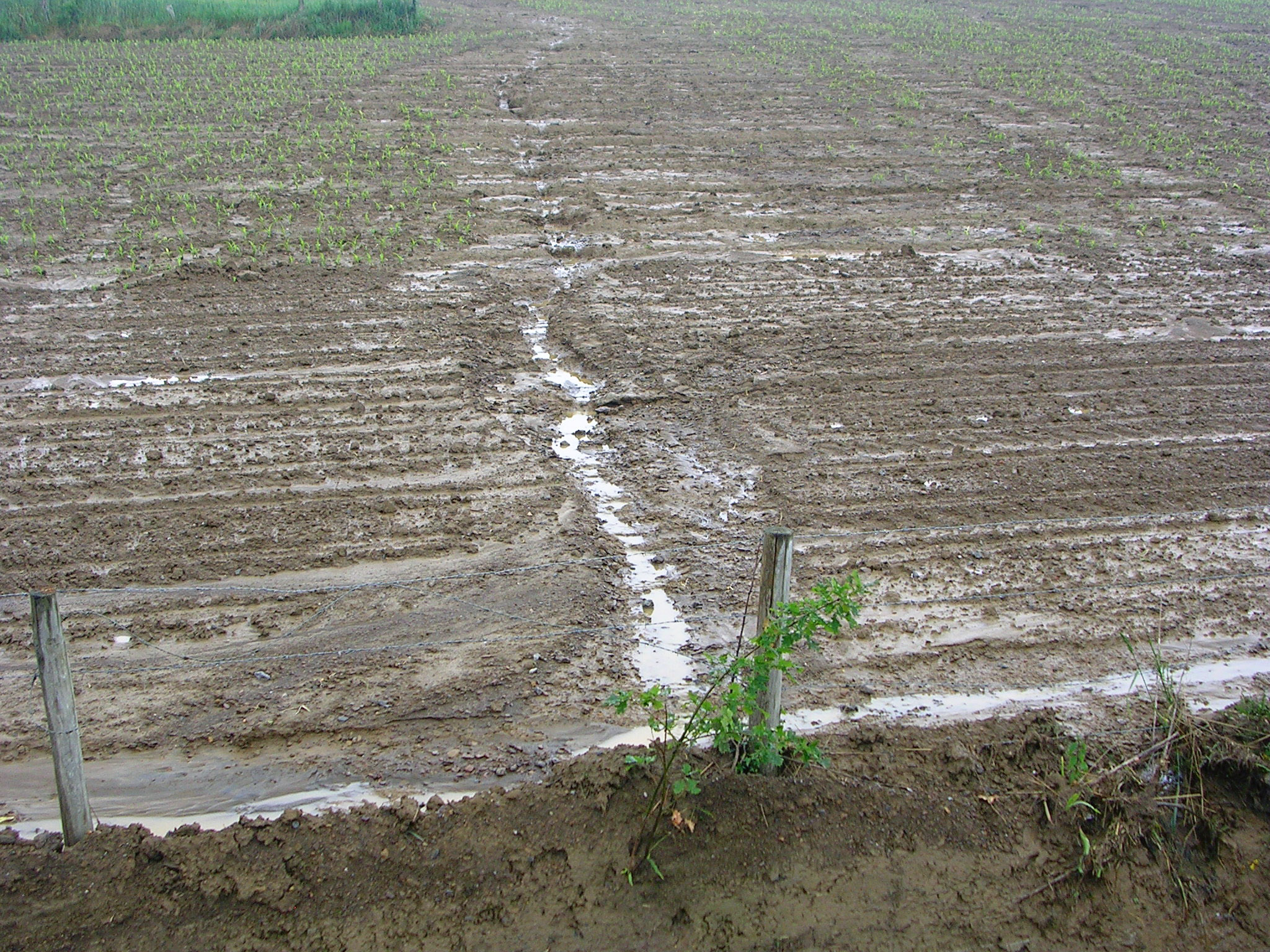
Ruissellement et érosion des sols dans le nord de l'Ille-et-Vilaine en mai 2007.

La topographie agit également sur le transfert de particules de terre le long des versants et de ce fait sur les processus d’érosion et de sédimentation. Cela conduit à un décapage des horizons de surface au sommet des versants. Les particules de terres arrachées sont transportées le long des pentes et s’accumulent à la faveur de replats, dans les talwegs, les zones de dépressions et en bas des versants (colluvions). La pente est le facteur principal de ce processus. Les sols bretons s’organisent très souvent en toposéquences le long des versants. Ces derniers sont relativement courts (en moyenne de 500 à  de long) avec des variations de pentes parfois importantes. Bien que son altitude maximale s’établisse à une valeur relativement faible de 385 m, la Bretagne présente néanmoins des domaines géomorphologiques très variés (littoral, collinaire, pénéplaines, bassins, vallons encaissés…) qui sont le support d’une diversité de sols importante.

#### Rôles de la végétation et des organismes vivants dans le sol
La végétation intervient dans la différenciation des sols, tandis que le sol joue un rôle dans la sélection des végétaux qu’il porte. La végétation participe de manière directe (racines) et indirecte (résidus organiques par les litières) à la formation et l’évolution des sols.
En prélevant l’eau disponible dans le sol, les racines absorbent les cations de la solution du sol en échange d’ions H+ qui acidifient le milieu au contact de la racine. En outre, elles exercent plusieurs rôles physiques : elles accélèrent la fracturation du matériau parental en s’engouffrant dans ses fissures et limitent l’érosion en retenant le sol. Les résidus organiques acidifient le sol en échangeant des protons contre des cations (minéraux), transforment (réduction, solubilisation, complexation) les métaux (fer, manganèse…), s’associent avec les argiles qui structurent le sol et constituent un stock d’éléments (carbone, azote, phosphore, et cations nutritifs).
Plus spécifiquement, les végétaux supérieurs des forêts et la végétation des landes fournissent aux sols des quantités importantes de carbone organique, ou de matières organiques fraîches. Ces dernières subissent une transformation essentiellement biologique, appelée humification, qui conduit sous forêt ou lande, à la formation de trois horizons organiques :
- OL : litière constituée de feuilles, aiguilles, racines peu décomposées
- OF : horizon constitué notamment de feuilles fragmentées identifiables
- OH : horizon noir contenant plus de 70 % de matière organique fine sans structure apparente

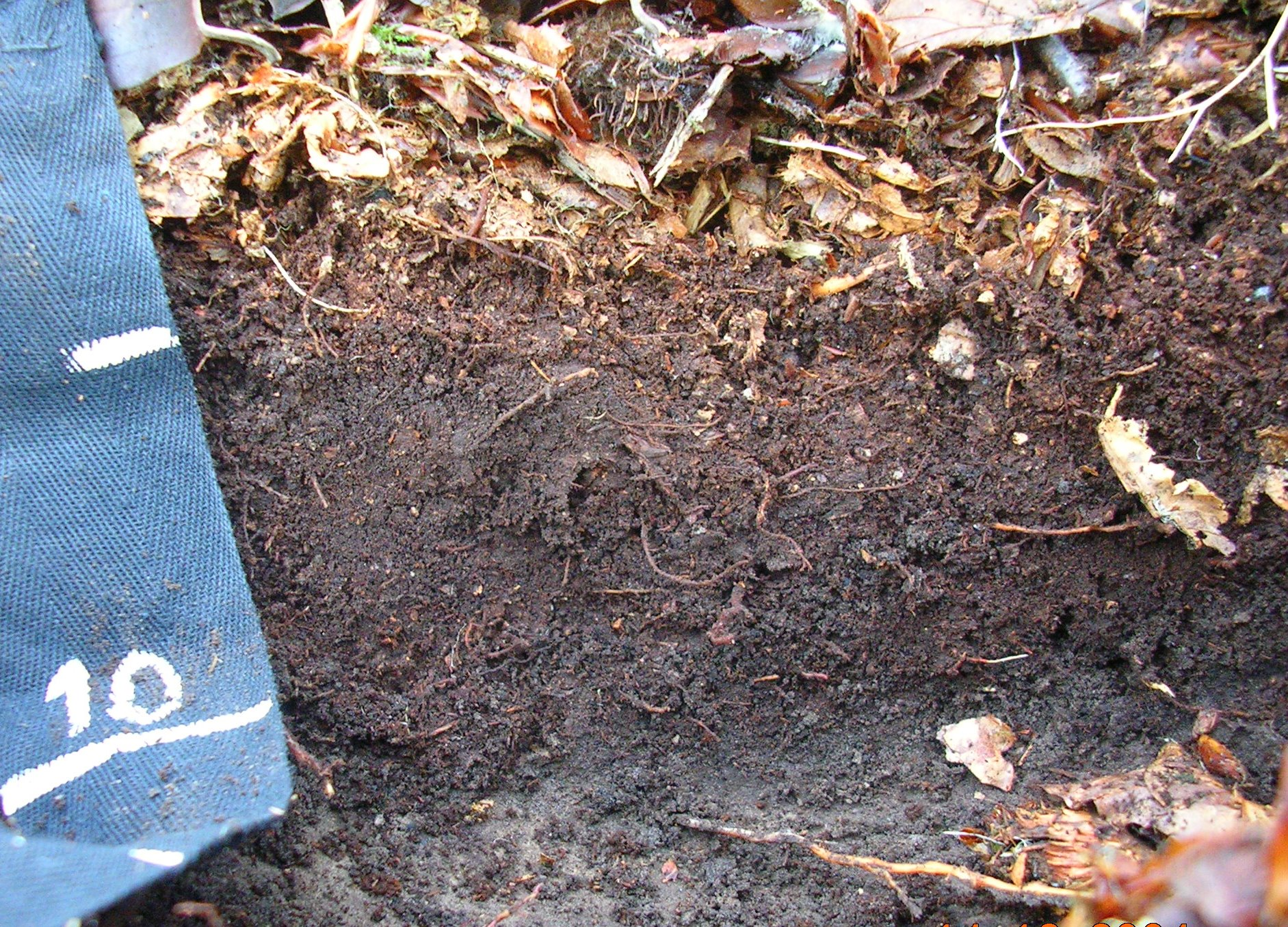
Humus de type Moder en forêt de Fougères (Ille-et-Vilaine)

Les caractéristiques physico-chimiques de l’humus ainsi formé influencent la pédogénèse des sols des forêts et des landes qui représentent environ 430 000 ha en Bretagne. Ainsi, la présence ou l’absence de ces différentes couches et leurs épaisseurs respectives conduisent à distinguer trois principales formes d’humus. Les humus de type mor et moder correspondent à une décomposition lente de la litière. Ils se forment généralement sous des végétations à forte productivité (forêts de conifères, landes) qui exportent de manière importante les cations du sol et produisent une litière acidifiante. En Bretagne, ces humus favorisent les processus d’acidification et de podzolisation du sol. Les humus de type mull sont associés à une décomposition rapide de la litière. Ils sont fréquents sous forêts de feuillus qui, bien que plus exigeants en cations, ont une productivité moindre. L’acidification des sols est moins prononcée.
La faune et la flore du sol présentent une grande diversité d’organismes qui accomplissent des fonctions très diverses. Les invertébrés, par exemple, participent au recyclage de la matière organique, les bactéries et champignons assurent la dégradation et la transformation de cette matière organique fraîche, etc. De plus, les bactéries interviennent dans le cycle de l’azote dans le sol, dans la disponibilité de certains minéraux et dans l’accumulation de certains métaux ; avec les champignons, elles fournissent et véhiculent les éléments nécessaires à la plante. Les vers de terre sont des animaux fouisseurs, qui aèrent le sol, mélangent les matières organique et minérale du sol. Leur rôle sur la fertilité du sol est essentiel.

#### Les actions de l'homme
L’homme influence souvent de façon déterminante le fonctionnement des sols, puisque son action modifie leurs caractéristiques physico-chimiques (apports d’amendements et de fertilisants), leurs régimes hydrique et thermique (assainissement, drainage) et leur activité biologique (amendements organiques, choix de culture, travail du sol).
L’amélioration de la fertilité des sols est réalisée, depuis les années 1950, par l'utilisation d'engrais chimiques et d’amendements organiques qui contribuent à compenser les exportations des cultures. Les principaux éléments nutritifs apportés sont l’azote (N), le phosphore (P), le potassium (K), le calcium (Ca), le magnésium (Mg) et le soufre (S). Les éléments N, P et K sont souvent apportés sous forme d’engrais minéraux de synthèse mais aussi sous forme d’amendements organiques (fumiers, composts et résidus divers).
En aménageant le paysage agricole par l'implantation de haies, talus ou bandes enherbées, l’homme contribue localement à réduire la vitesse du ruissellement, favoriser l’infiltration de l’eau et la sédimentation des particules. De plus, l’amélioration des sols par le drainage ou la poldérisation, permet l’exploitation de nouvelles parcelles. En effet, le drainage agricole, qui consiste en l’évacuation des eaux superficielles ou souterraines excédentaires au moyen de drains enterrés ou de fossés, améliore la portance et la productivité des sols. Il autorise un pâturage prolongé et facilite les interventions culturales. Il fut essentiellement pratiqué avant 1990. En Bretagne, la superficie drainée représente, en 2000, 6,8 % de la superficie agricole utilisée.
La poldérisation, quant à elle, a permis de gagner des étendues sur la mer, par la mise en place de digues entrainant un assèchement de ces milieux. Les polders ainsi créés sont particulièrement importants au nord de l’Ille-et-Vilaine (Marais de Dol, baie du Mont St Michel). Le dessalement naturel polders intervient au bout d'une dizaine d'années ; ces sols sont ensuite exploités en prairies de longue durée (10 à 50 ans) afin de remonter leur taux de matière organique. Ils peuvent alors être cultivés.
L’homme transforme ainsi durablement les sols et est considéré comme un acteur majeur de la pédogenèse, en particulier dans une région comme la Bretagne, où la mise en valeur agricole des sols est généralement ancienne. Les conséquences pour les sols de certaines pratiques et aménagements seront précisées par la suite.

#### Le temps
Le temps nécessaire à l’obtention d’un sol diffère selon les processus pédogénétiques dominants. En effet, on distingue les sols résultant de processus pédogénétiques longs, des sols issus de processus pédogénétiques courts. Malgré l’amélioration des méthodes de datation isotopique, la détermination des durées de pédogenèse reste imprécise surtout dans le cas de processus qui nécessitent beaucoup de temps pour être perceptibles. Par exemple l’établissement d’un PODZOSOL nécessiterait entre 3000 et 5000 ans, alors qu’un PLANOSOL requiert entre 300000 et 500000 ans. Ce sont des ordres de grandeur considérables, sachant que l’érosion est capable de décaper plusieurs centimètres de sols en quelques minutes.
Ainsi, les sols que nous observons sont les témoins de l’action de multiples processus et facteurs qui, pour certains, se poursuivent encore aujourd’hui.

## Les grands types de sols
L’ensemble des processus et facteurs de formation des sols concourent à la mise en place d’une grande diversité de types de sols. Le programme Sols de Bretagne a ainsi permis d'identifier 330 types de sol différents, mais dont les 4 types principaux représentent à eux seuls 20 % de la superficie régionale. Une carte régionale au 1/250 000 des pédopaysages (unités cartographiques regroupant un nombre limité de types de sol) a été établie.
Les principaux sols rencontrés en Bretagne sont présentés ci-après, en détaillant leurs caractéristiques, le lien avec la géomorphologie et l’occupation du sol ainsi que leurs potentialités agricoles. Les sols sont nommés d’après le Référentiel Pédologique en vigueur en France et des illustrations sont proposées.

### Sols brunifiés
Les brunisols et alocrisols font partie des sols agricoles et forestiers majoritaires en Bretagne. En effet, ils se développent sur une large variété de substrats (hormis les alluvions marines), en contexte d’acidité modérée, et occupent près de 50 % de la surface régionale. Ces sols, issus d’une pédogenèse récente (de l’ordre du millier d’années), présentent une forte porosité fissurale et biologique ainsi qu’une homogénéité verticale des textures. Ils sont caractérisés par la présence d’un horizon structural développé (codé S), issu de l’altération de la roche-mère. La couleur et la structure particulière de cet horizon diffèrent de l’horizon de surface qui est plus riche en matière organique et présente une structure d’origine essentiellement biologique. Les teneurs en matière organique en surface sont généralement plus fortes sur granite (>4 %) que sur schiste. 

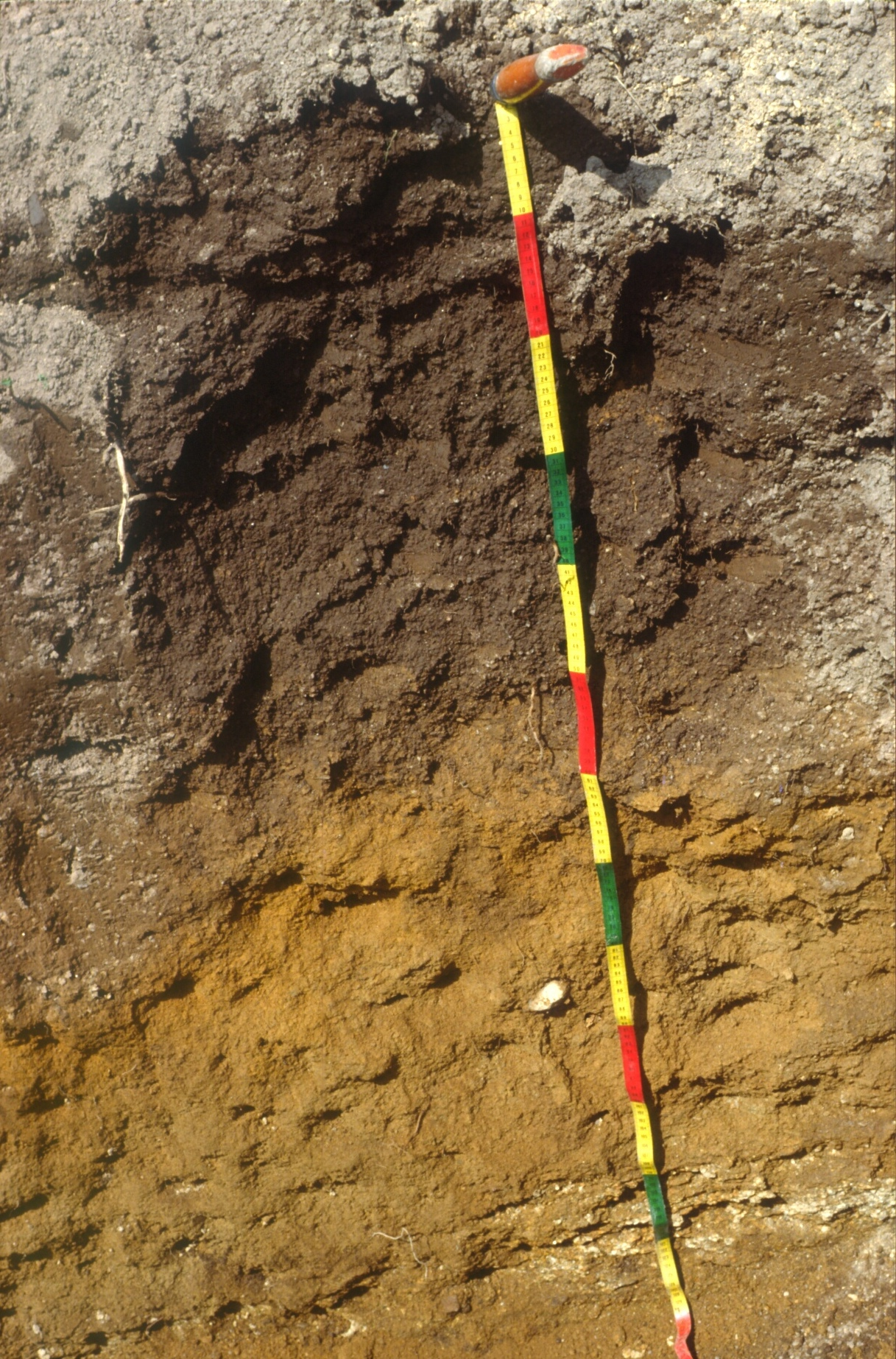
BRUNISOL sur granite (Kerbernez, Finistère)

Ces sols s’observent plutôt en bordure des plateaux, sur de légers dômes (sur schistes) ou le long de versants à pente moyenne à forte (sur granite par exemple). Lorsqu’ils se développent sur des plateaux ou sur des pentes très faibles, des phénomènes d’engorgement en eau plus ou moins prononcés peuvent apparaître. Cette hydromorphie temporaire est fréquente au niveau de la zone de contact du sol avec l’altérite. Le type d’occupation du sol présent peut influencer la morphologie et le fonctionnement de ses sols. Ainsi les alocrisols correspondent à des sols forestiers ou sous végétation naturelle. Dans ces contextes où le pH est en général inférieur à 5, la géochimie de la solution du sol est modifiée par l’abondance d’aluminium échangeable. De plus, la structure de l’horizon de surface devient microgrumeleuse, et la couleur plus ocre.
Les brunisols ont des potentialités agricoles qui dépendent essentiellement de leur épaisseur et de leur charge en éléments grossiers. La fertilité des alocrisols dépend notamment de leur réserve en éléments nutritifs, qui peut devenir limitante pour la croissance des plantes et des arbres. Selon les conditions du milieu, des phénomènes de lessivage et/ou de podzolisation peuvent les faire évoluer vers des luvisols ou des podzosols.

### Sols hydromorphes et à caractères hydromorphes

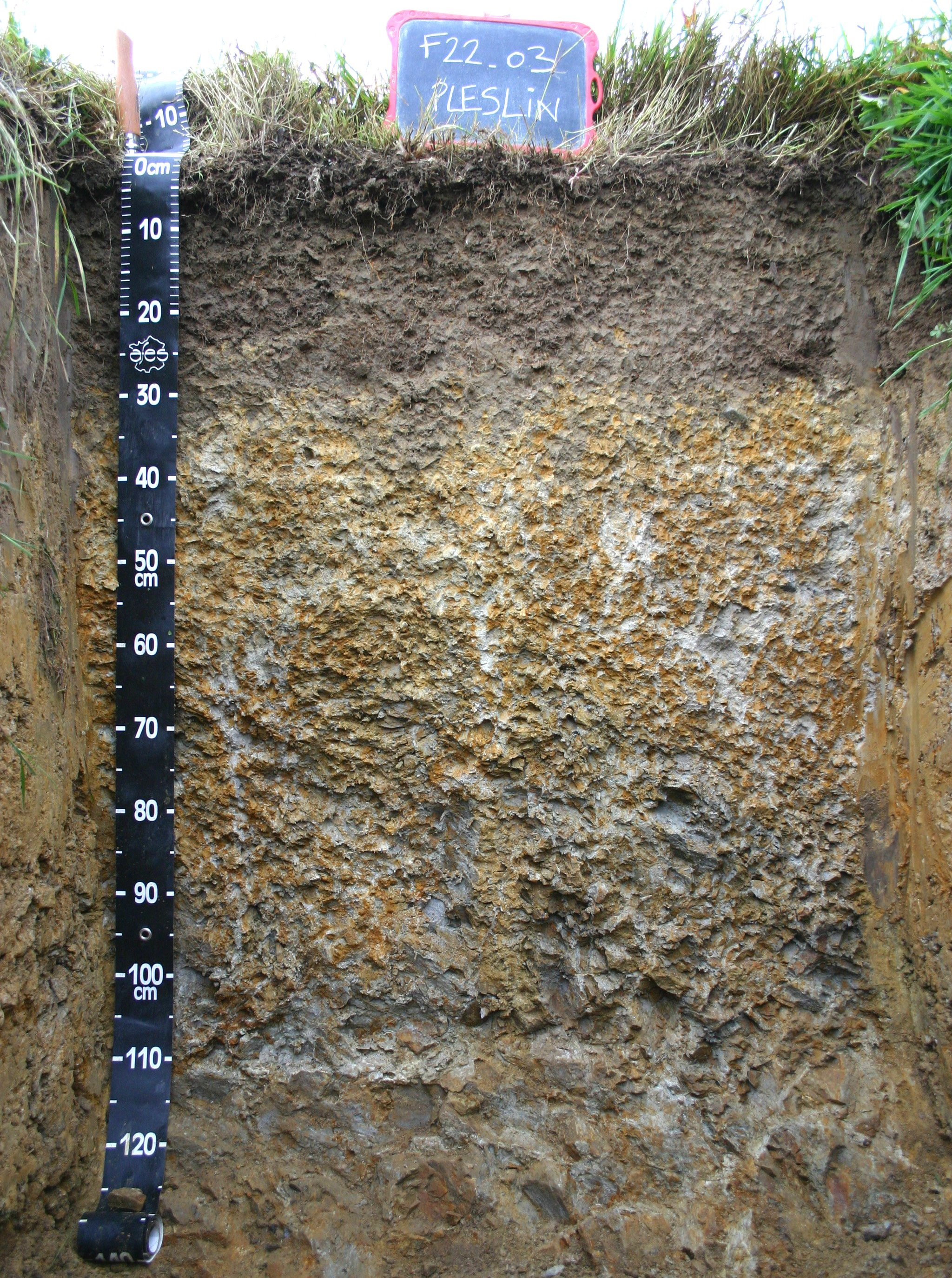
REDOXISOL de la région de Pleslin (Côtes-d'Armor).

Ils regroupent une large variété de sols affectés plus ou moins intensément par des processus d’oxydo-réduction, consécutifs à un excès d’eau. On distingue les sols à caractères hydromorphes des sols hydromorphes. Dans le cas des sols à caractère hydromorphe, les manifestations de l’hydromorphie débutent au-delà de 50 cm et les processus d’oxydo-réduction s’ajoutent à des caractères relatifs à d’autres processus pédogénétiques. Dans les sols hydromorphes, les traits caractéristiques apparaissent à moins de 50 cm de profondeur et se maintiennent et/ou s’intensifient en profondeur (Tableau 2). Les processus d’oxydoréduction sont alors jugés prédominants dans le fonctionnement et l’évolution du sol.

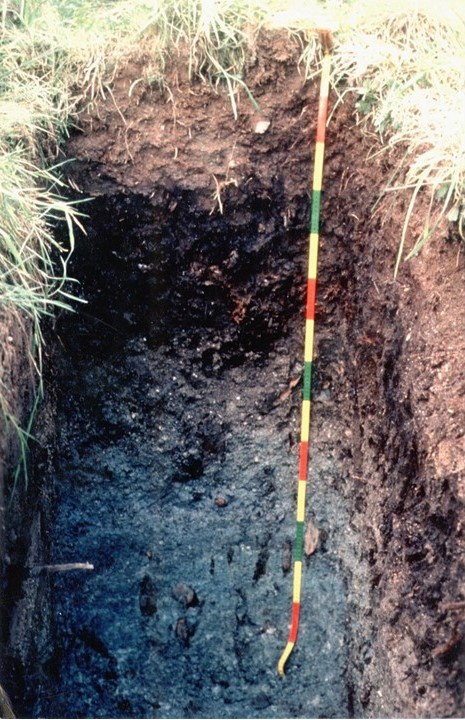
HISTOSOL-REDUCTISOL dans des alluvions de la région de Quintin (Côtes-d'Armor).

Quand l'engorgement en eau est quasiment permanent ou permanent, le fer est principalement sous sa forme réduite (Fe2+), de couleur bleue, qui donne au sol une teinte caractéristique. Le sol correspond alors à un Reductisol, marqué par des traits réductiques. Quand l'engorgement est temporaire, et que les traces d'hydromorphie débutent à moins de 50 cm de profondeur, le sol correspond à un Redoxisol.
Les sols hydromorphes occupent environ 20 % de la surface régionale. Ils se développent sur tout type de roche-mère et dans des conditions morphologiques variées. En effet, leur extension ne se limite pas aux zones colluvio-alluviales ou alluviales affectées par la présence d’une nappe superficielle temporaire ou permanente. Ainsi, il n’est pas rare d’observer des traits d’hydromorphie dans des sols situés en position de plateau, lorsqu’un horizon moins perméable (altérite argileuse, horizon argilluvial codé BT, par exemple) limite l’infiltration des eaux de pluie et contribue à la formation d’une nappe perchée temporaire. Des situations topographiques de convergence des flux d’eau, à l’image des têtes de talwegs, peuvent également être à l’origine des processus d’oxydo-réduction.
|                                                                         | Sols à caractères hydromorphes                                                                   | Sols hydromorphes                                                                                | Sols hydromorphes             |
| REDOXISOLS                                                              | Sols à caractères hydromorphes                                                                   | REDUCTISOLS                                                                                      |                               |
| Fréquence en Bretagne                                                   | +++                                                                                              | ++                                                                                               | +                             |
| Saturation en eau                                                       | temporaire                                                                                       | temporaire                                                                                       | permanente                    |
| Profondeur minimale d'apparition de traits d'hydromorphie fonctionnelle | ≥ 50 cm                                                                                          | < 50 cm                                                                                          | < 50 cm                       |
| Horizons de référence                                                   | Horizons rédoxiques (g ou -g)                                                                    | Horizons rédoxiques (g ou -g)                                                                    | Horizons réductiques (Gr, Go) |
| Couleur dominante du sol                                                | coexistence de zones claires appauvries en fer et de zones plus colorées de précipitation du fer | coexistence de zones claires appauvries en fer et de zones plus colorées de précipitation du fer | gris/bleu                     |
| Teneur en matières organiques en surface                                | moyenne (2 à 6 %)                                                                                | moyenne à forte (3 à 10 %)                                                                       | généralement forte (> 6 %)    |
| Contraintes à la mise en culture                                        | faible                                                                                           | moyenne                                                                                          | forte                         |

Tableau 2 : Caractéristiques générales des sols à caractères hydromorphes et des sols hydromorphes en Bretagne.
Les potentialités agronomiques de ces sols sont d’autant plus faibles que les périodes de saturation en eau sont longues, car cela limite le développement des végétaux, diminue la portance des sols et restreint la période disponible pour intervenir sur les parcelles. Pour les améliorer, d’importants travaux de drainage ont été entrepris, plus particulièrement entre 1970 et 1990. De nombreuses prairies permanentes subsistent dans les zones les plus humides, notamment dans les fonds de vallées, mais en raison de leur entretien difficile, elles sont de plus en plus souvent boisées. Les fonctions environnementales essentielles de ces milieux seront présentées dans la partie "Sols et fonctionnement hydrologique".

### Sols présentant un lessivage d’argile

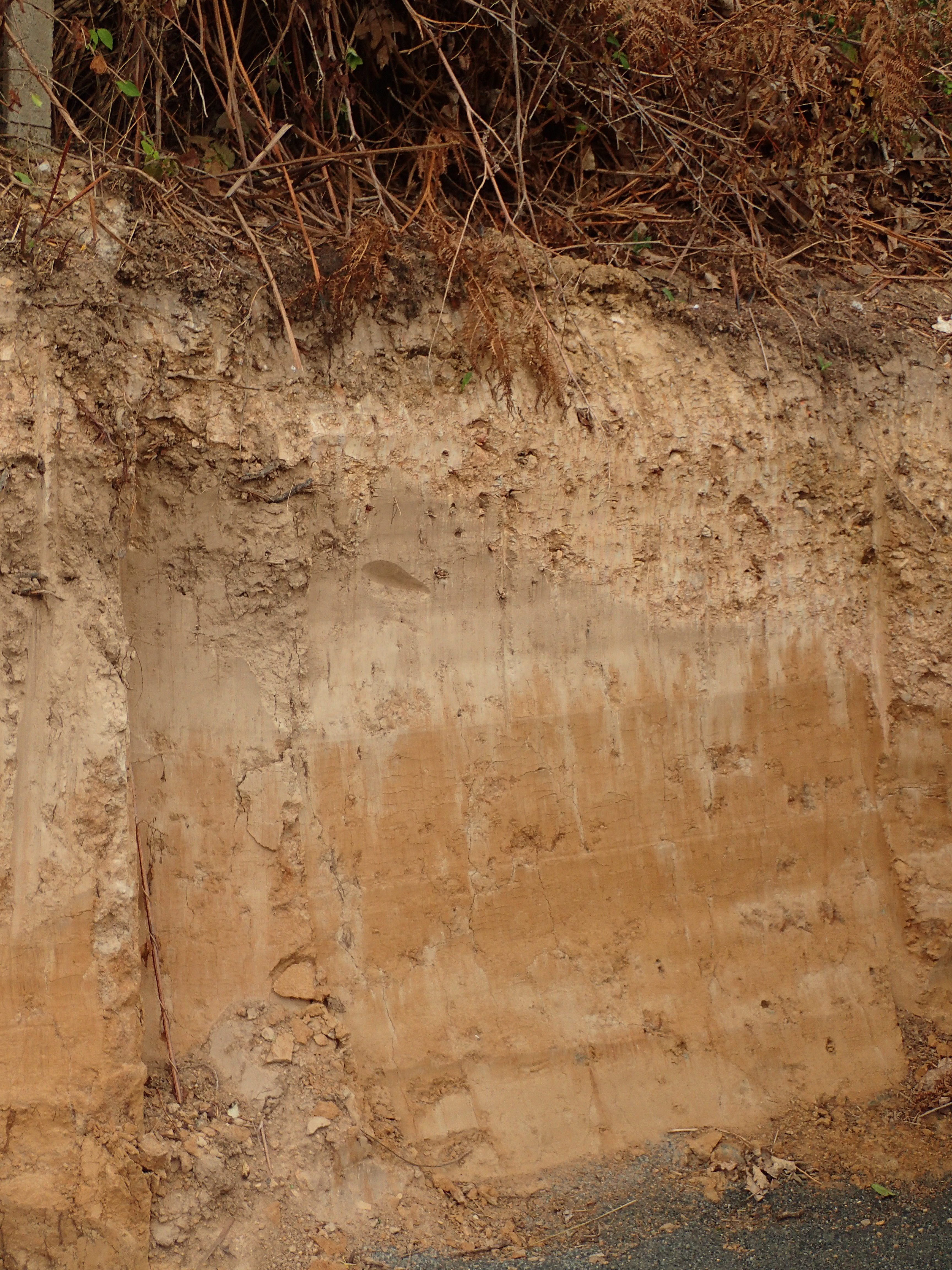
LUVISOL-DEGRADE sur limon éolien recouvrant le granite (Ille-et-Vilaine).

Ces sols se répartissent dans toute la Bretagne, mais leur extension est particulièrement importante au nord de la région, dans la zone de dépôt des limons éoliens. Il n’est pas rare d’en retrouver également sur les schistes tendres et durs, les grès, et dans une moindre mesure sur les granites. On estime qu’ils occupent environ 20 % de la surface régionale.
On distingue, selon une intensité de lessivage croissante, des néoluvisols, des luvisols et des luvisols dégradés. Des phénomènes d’oxydo-réduction plus ou moins prononcés peuvent se surimposer au lessivage. Ces sols, globalement profonds (plus d’un mètre), sont caractérisés par la présence, sous l’horizon organo-minéral de surface, d’un horizon homogène beige à blanc (selon l’intensité du lessivage), peu structuré, appauvri en argile et en fer, appelé horizon éluvial (E). Ce dernier surmonte un horizon nettement plus foncé, enrichi en argile et en fer, structuré, ou horizon argilluvial (BT). Lorsque cet horizon est structuré en agrégats, de nombreux revêtements argileux sont observables sur les faces des agrégats. En conditions acides et à la suite d'une alternance de phases oxydantes et réductrices, des processus de dégradation peuvent conduire à la formation de langues plus claires, limoneuses ; on parle alors d’un horizon argilluvial dégradé (BTd). Au sein des néoluvisols, la circulation de l’eau s’effectue verticalement ; dans les luvisols et les luvisols dégradés, la présence d’horizons enrichis en argile et de moindre porosité (infiltrabilité réduite) induit la mise en place de circulations horizontales (à la base de l’horizon Eg par exemple) et de voies de circulation préférentielles dans les fissures inter-agrégats.
Les néoluvisols ou luvisols sont fréquemment observés au sein de plateaux légèrement ondulés avec des pentes faibles (<2 %). Les luvisols dégradés sont couramment rencontrés en milieu de plateau et en tête de talweg, sur des pentes faibles (<2 %) ainsi qu’au pied des fortes pentes, en amont de la zone colluvio-alluviale. Ainsi, les sols affectés par le lessivage s’observent préférentiellement dans des situations planes qui favorisent le transfert vertical des particules et donc de l’argile.
Les néoluvisols ont de fortes potentialités agricoles qui s’expliquent par leur profondeur, leur réserve utile élevée, et l’absence d’éléments grossiers. Lorsqu’ils se développent dans des limons, ils peuvent néanmoins présenter un risque de battance élevé. Cela est également le cas pour les luvisols et les luvisols dégradés dans lesquels l’horizon de surface est moins cohérent et plus limoneux. L’accumulation d’argile en profondeur observée au sein de ces deux types de sols freine l’infiltration verticale de l’eau et peut entraîner la formation d’une nappe perchée temporaire. Tout travail du sol doit donc être réalisé en condition de ressuyage suffisant sous peine d’aggraver ces phénomènes. Dans les zones légumières, implantées sur les dépôts éoliens recouvrant les côtes nord de la région, les périodes d’interventions culturales ne sont pas toujours adaptées aux spécificités de ces sols.

### Sols peu épais et non différenciés

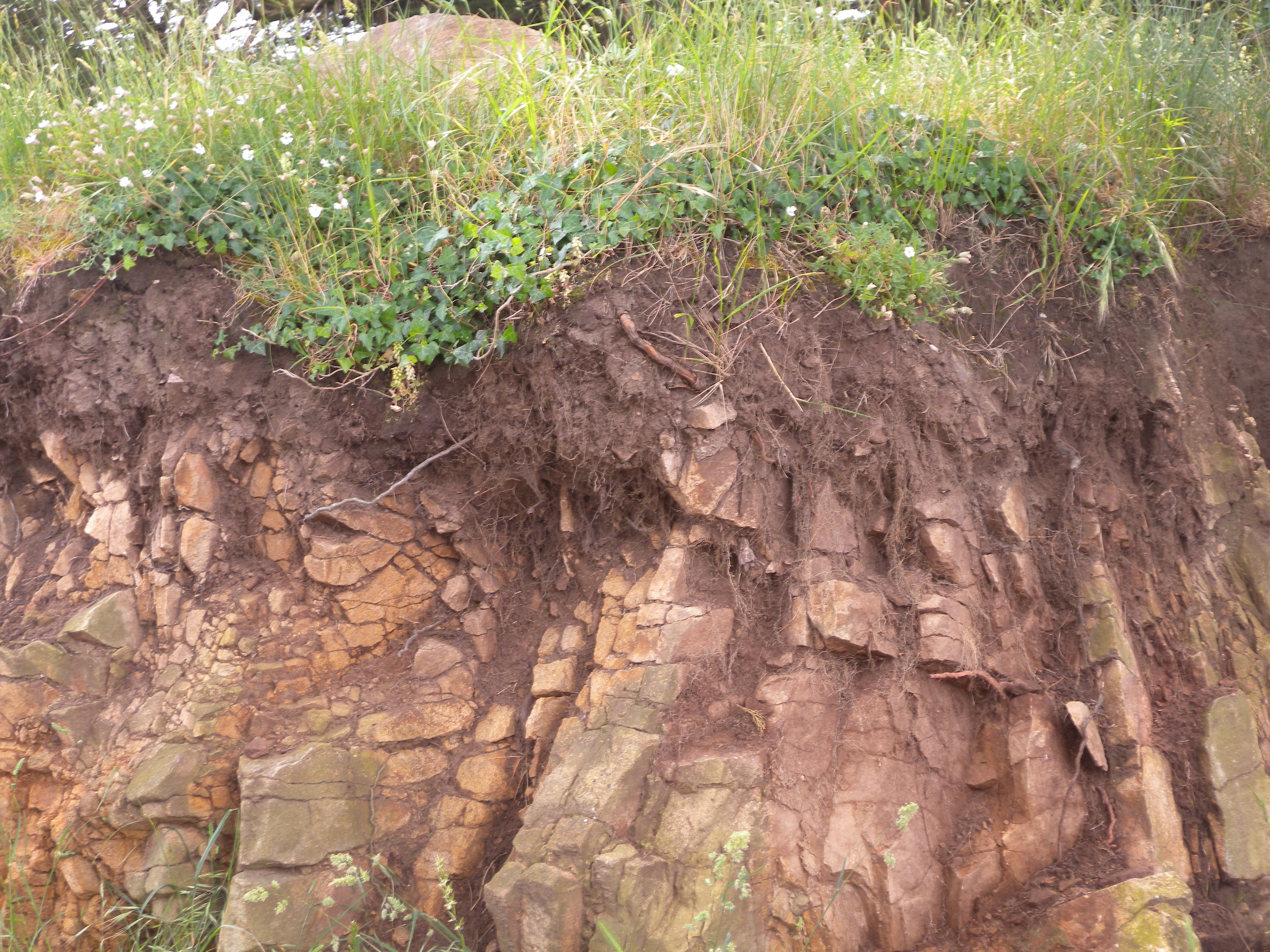
RANKOSOL sur granite sur l'ïle de Berder (Morbihan).

Les rankosols, sols minces de moins de 40 cm, et les lithosols, sols très minces de moins de 10 cm se caractérisent par la présence d’horizons organiques et/ou organo-minéraux reposant directement sur la roche. Ils occupent des surfaces relativement importantes en Bretagne (10 à 20 %), sur une grande variété de roches-mères, notamment les granites et les schistes durs, de préférence en position de sommet de butte, dans les pentes fortes à très fortes ou encore dans les zones de rupture de pente. L’érosion entraîne un rajeunissement constant de ces sols et limite la différenciation d’horizons. Ces sols ont un fonctionnement hydrique particulier, puisqu’ils peuvent être saturés en eau l’hiver si la roche sous-jacente est imperméable et au contraire très secs l’été. Leur faible profondeur constitue un frein important à la mise en culture, car leur réserve hydrique est très faible et les racines ont peu de place pour se développer. Lorsqu’ils sont cultivés, la charge en éléments grossiers de surface est souvent très importante, ce qui use prématurément le matériel agricole et rend délicat le travail du sol et l’implantation des cultures. Dans les systèmes de polyculture-élevage bretons, ces sols sont souvent valorisés en prairies, si la pente n’est pas trop importante. Ils sont également fréquents sous végétation naturelle de landes ; l’implantation de feuillus ou résineux est parfois observée, mais en général la croissance des arbres y est faible.

### Sols d’apports
Les deux grands matériaux des sols d’apports sont les alluvions fluviatiles, lacustres ou marines, particules transportées par l’eau, et les colluvions, transportées le long des versants par ruissellement, sur des distances plus courtes que les alluvions.
Ils constituent environ 10 % des sols bretons, préférentiellement en position basse dans les paysages. Ils occupent ainsi les zones planes des bas-fonds souvent inondables et forment les lits mineurs et majeurs des cours d’eau pour les alluvions fluviatiles, le fond des lacs pour les alluvions lacustres, les marais côtiers pour les alluvions marines ou encore le piedmont des versants pour les colluvions. La mise en place de ces matériaux est récente (de l’ordre de quelques milliers d’années) et reste active dans les zones inondables ou les zones sensibles à l’érosion. Cela explique une superposition d’horizons éventuellement hétérogènes, mais peu différenciés par des processus pédogénétiques. Des redistributions de fer sont néanmoins fréquemment observées dans des conditions d’engorgement en eau. La composition de ces sols jeunes, généralement épais, est très dépendante des particules arrachées en amont du bassin versant. Ils peuvent ainsi présenter une grande homogénéité granulométrique ou au contraire être très hétérogènes.

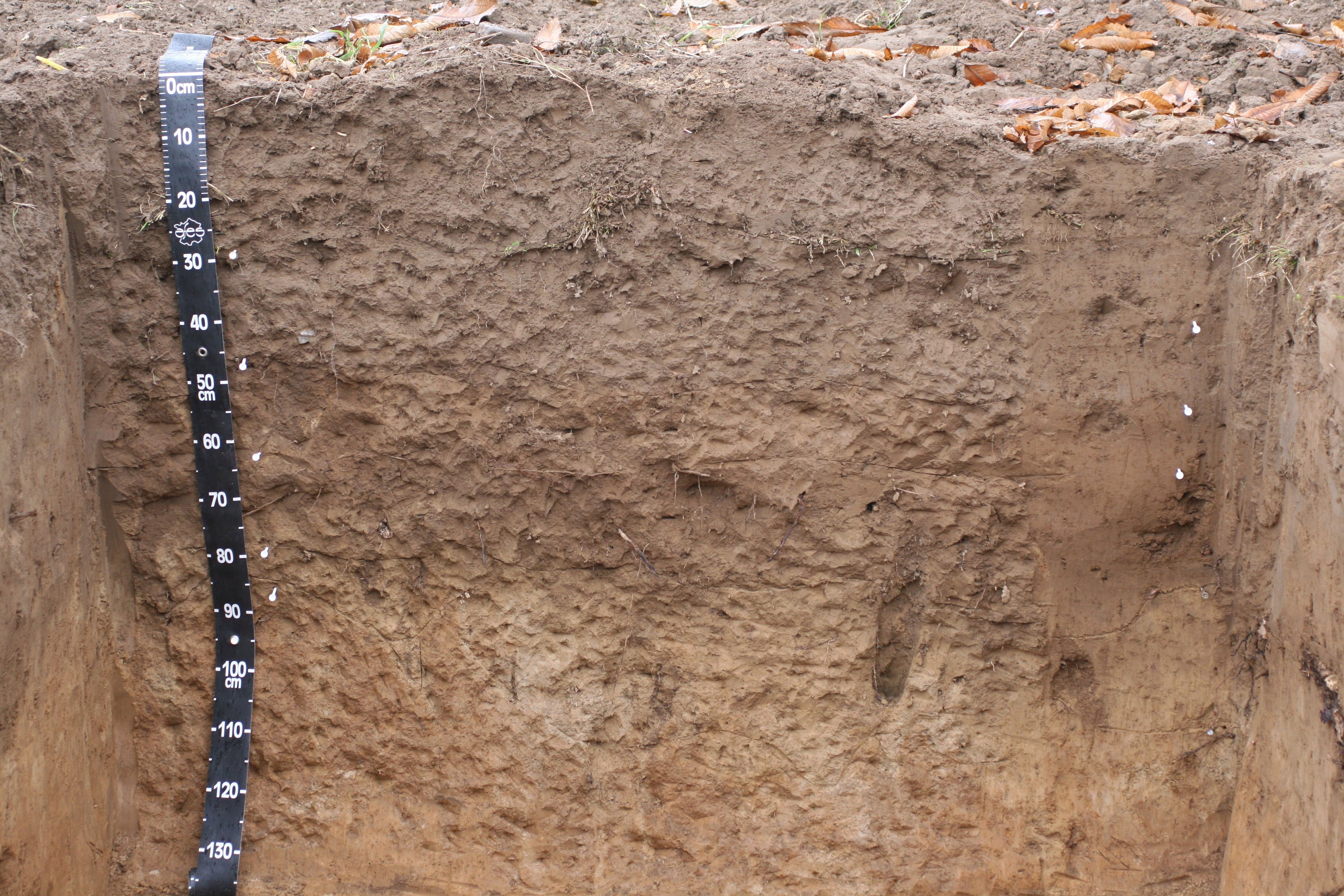
colluviosols en amont d'une haie, superposé à un luvisol sur limon éolien (Vieux-Viel, 35).

Plus précisément, les alluvions ou colluvions peuvent être les constituants exclusifs du sol ; dans ce cas, on parlera respectivement de fluviosols ou de colluviosols. Ils peuvent également recouvrir un sol préexistant, ou encore être en mélange et constituer le domaine colluvio-alluvial qui, selon l’encaissement des vallées, est plus ou moins large.
Considérons tout d’abord les sols issus d’alluvions d’origine continentale (fluviatiles et lacustres). Il existe très peu de fluviosols stricts en Bretagne, hormis au sein des quelques grandes vallées alluviales comme l’Oust, la Vilaine, etc. En effet les sols alluviaux sont fréquemment affectés par des phénomènes d’oxydo-réduction avant 50 cm de profondeur qui modifient leur fonctionnement et conduit à les rattacher également aux redoxisols (lors d’engorgements temporaires) ou aux réductisols (en présence d’une nappe permanente). En profondeur, la présence d’un lit de cailloux émoussés ou roulés dans lequel circule la nappe phréatique superficielle est fréquente. Ils présentent une granulométrie souvent hétérogène (verticalement et latéralement) qui dépend des particules arrachées en amont ainsi qu’un gradient d’hydromorphie dû à une saturation plus ou moins longue par la nappe alluviale. Dans le domaine colluvio-alluvial, il y a une superposition souvent désordonnée de matériaux colluvionnés des versants et des matériaux apportés par les cours d’eau. Ces sols ont des potentialités agricoles variables selon leur épaisseur, leur teneur en éléments grossiers, mais surtout selon leur durée d’engorgement en eau. Ils sont souvent exploités en prairie permanente, même si le drainage a permis la mise en culture de certaines terres. Dans les grandes vallées alluviales, une utilisation non agricole est possible par l’extraction des granulats (gravières). Les fonctions environnementales des zones humides sont développées dans la partie "Sols et fonctionnement hydrologique".

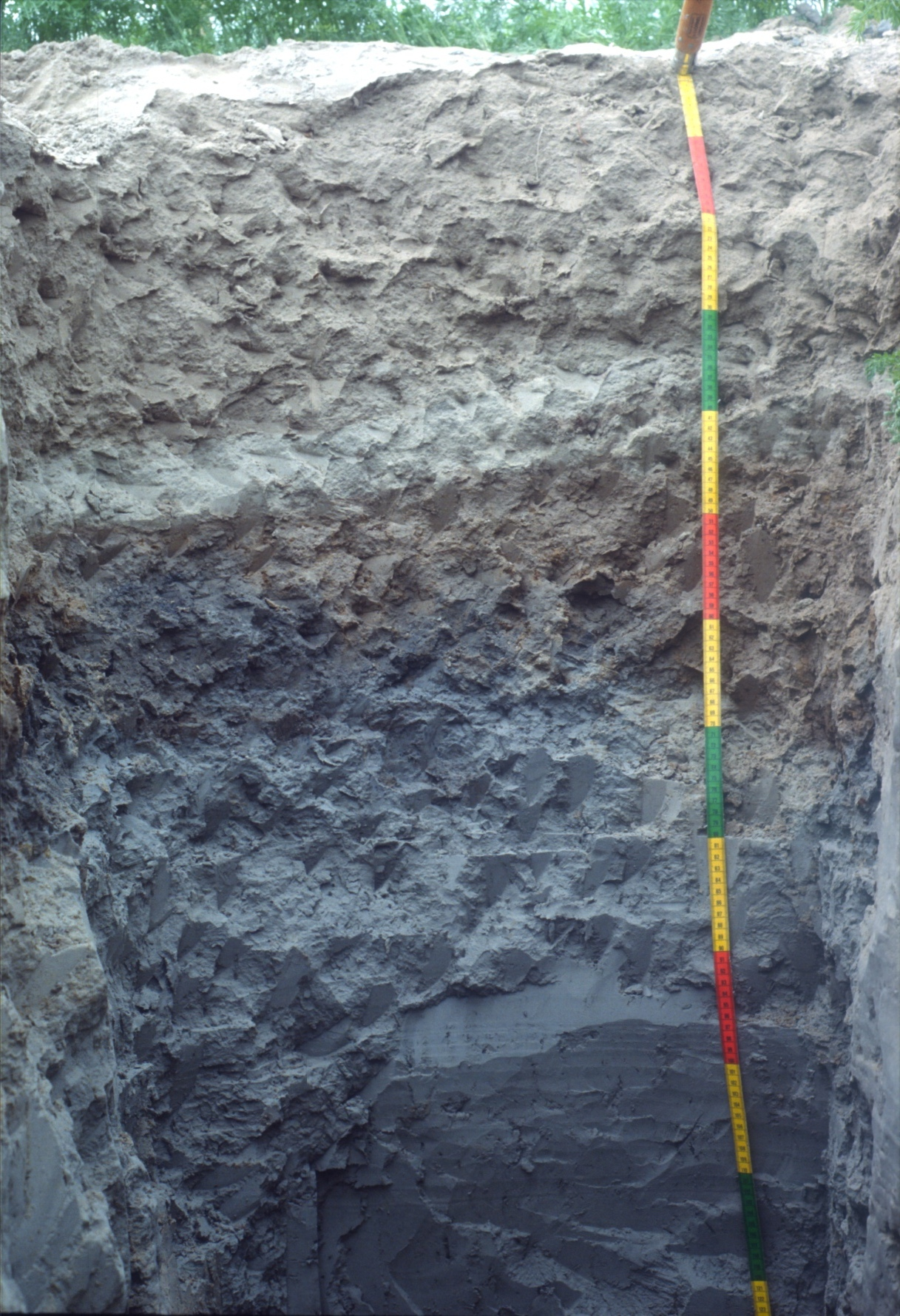
thalassosol du polder du Mt St Michel développé dans les alluvions marines.

Les sols issus d’alluvions marines occupent des surfaces encore plus restreintes que les sols précédents, limitées à des zones planes de faibles à très faibles altitudes, en bordure des côtes basses, comme les marais ou les polders. Ces sols ont été (ou sont encore) recouverts temporairement par les eaux salées. On distingue deux catégories de sols : les THALASSOSOLS et les vertisols. Les premiers se développent dans des sédiments marins appelés « tangue » constitués de limons, sables fins et de débris calcaires. Mis en culture dès le Moyen-âge, ils constituent la zone de maraîchage intensif des polders du Nord de l’Ille-et-Vilaine ou des marais blancs de Dol-de-Bretagne. Ils sont très importants dans le développement économique du secteur qu'ils occupent, étant très productifs. Ces sols sont naturellement non acides, présentent une très bonne réserve en eau du fait de leur profondeur, sont légers mais difficiles à travailler car ils sont globalement peu structurés. De plus, la proportion importante de sables fins dans ces sédiments fait qu’ils sont peu battants (sauf en cas de travail du sol inapproprié). Les vertisols, quant à eux, présentent des horizons de texture argileuse à faible profondeur et constituent les marais que l’on peut observer, par exemple, à l’aval de Redon. Ils peuvent être observés localement dans des zones d’alluvions fluviatiles et lacustres, si les alluvions sont constituées de sédiments fins riches en argile smectitique. Ces argiles présentent des propriétés de gonflement-retrait selon l’état d’humidité du sol. Des horizons tourbeux peuvent être rencontrés en profondeur, témoignant de conditions particulièrement humides. La granulométrie des différents horizons est relativement constante ; la salinité est modérée à élevée en allant vers la profondeur, les pH acides ou neutres. Ces sols présentent un fonctionnement hydrique très contrasté selon les saisons, avec en été un dessèchement intense et en hiver la formation d’une nappe perchée temporaire au-dessus des horizons argileux. Associé à une structuration grossière et à des contraintes d’ordre chimique (salinité, acidité), ce fonctionnement hydrique explique la difficulté de mise en culture de ces sols et leur faible productivité. Au cours du temps, ces sols ont été assainis (rigoles, ados), le travail du sol a été adapté pour maintenir ou créer l’état structural (interventions sur sol ressuyé) et les caractéristiques chimiques ont été améliorées (désalinisation, apports d’amendements calciques). Ils sont souvent valorisés en prairies naturelles ou par l’implantation de cultures de printemps.
Enfin, les colluviosols ont des caractéristiques en lien avec les matériaux qui les composent. Les colluvions recouvrent un sol préexistant dont ils sont indépendants. Ils sont très souvent riches en éléments grossiers ; leur teneur en matière organique dépend de celle des matériaux transportés et de la végétation enfouie. Comme pour les sols alluviaux, leurs propriétés sont fonction des matériaux transportés.

### Sols anthropisés

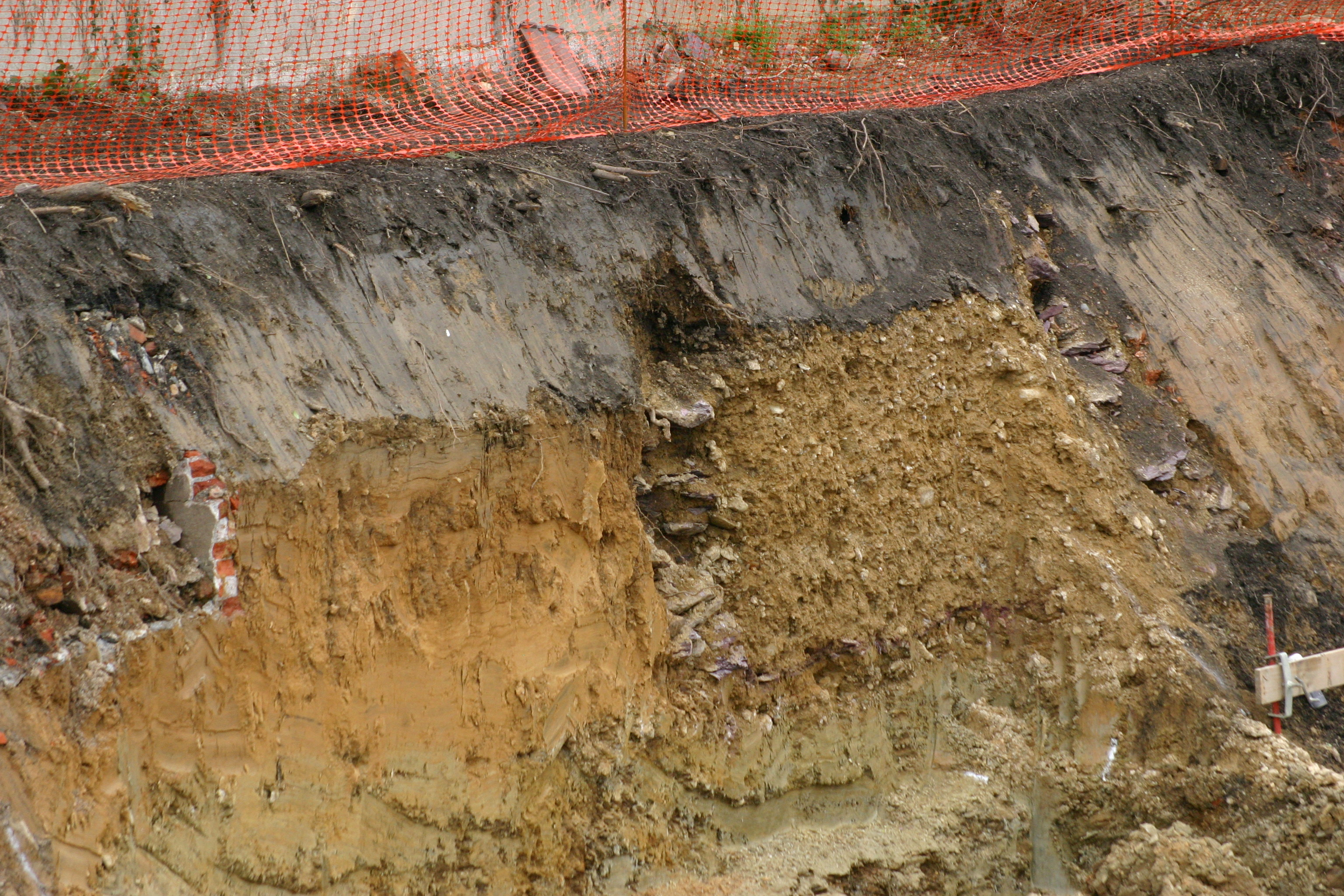
Sol anthropisé (Anthroposol) de l'agglomération rennaise (25).

Ce sont des « sols intensément utilisés et perturbés par l’homme » qui constituent le support de nos habitations, de nos routes, de nos jardins, mais que l’on retrouve également dans les chantiers, les carrières, les terrains vagues. Ils incluent donc les sols urbains. Cette diversité de lieu englobe une diversité de « sols » jusqu’ici peu étudiés et que l’on regroupe sous l’appellation « sols anthropisés » ou anthroposols. En 2006, les surfaces occupées par ces sols artificialisés (bâtis ou non bâtis) atteignaient 12 % de la superficie régionale.
On distingue trois catégories de sols anthropisés. Ils peuvent être entièrement fabriqués par l’homme par décapage du sol naturel puis apport de matériaux divers (cas des industries, carrières…), ou provenir de l’évolution d’un sol naturel soumis à de profondes modifications que ce soit pour améliorer le sol agricole (apport de matériaux terreux, surfertilisation, travail profond) ou pour créer un sol urbain ou périurbain (imperméabilisation de la surface par un revêtement, compactage, pollution). Enfin, certains de ces sols sont reconstitués par apports de matériaux terreux. Il s’agit ici de fabriquer un sol fertile, support notamment de nos espaces verts.
Il y a ainsi une grande diversité de sols anthropiques ce qui induit une difficulté de caractérisation globale. De plus, il peut exister, au sein d’un même sol, une forte hétérogénéité verticale et/ou horizontale selon les matériaux apportés, qui pose problème lorsqu’on veut les cartographier. Dans ces sols, considérés comme jeunes et peu évolués, il est tout de même possible de distinguer des horizons dits anthropiques (Z) que l’on décrit par le type de matériau apporté, la texture dominante, la profondeur, etc.
La géomorphologie et le type d’occupation du sol ne sont pas ici les facteurs explicatifs de la distribution de ces sols, mais ils interviennent dans l’évolution de ces « néo-sols ». Les potentialités de ces sols sont variables. Elles peuvent être supérieures au « sol naturel » (ex : apport de matériau terreux pour approfondir un sol), mais bien souvent des dégradations de leurs propriétés physiques, chimiques et biologiques sont observées.

### Sols rares
Plusieurs types de sol sont présents avec une faible extension régionale (de l’ordre de quelques pourcents au total), car liés à un processus ou matériau parental particulier. Ils sont néanmoins intéressants à considérer, car ils sont souvent associés à des écosystèmes remarquables et constituent par eux-mêmes un patrimoine pédologique à préserver.

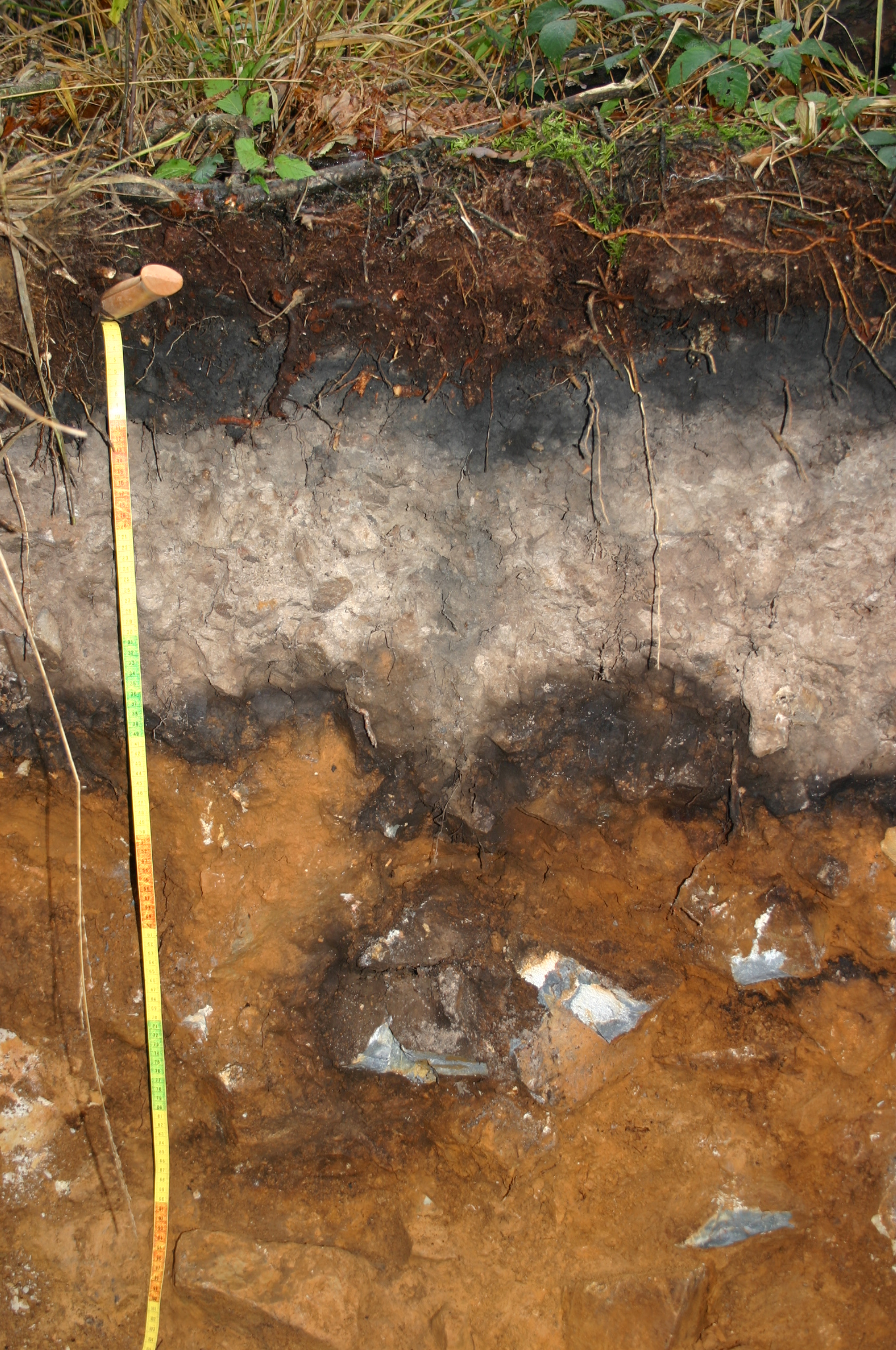
PODZOSOL issu du grès armoricain sou forêt de pins dans le Morbihan

Les podzosols, tout d’abord, sont des sols très contrastés dans lesquels le processus de podzolisation est dominant. Ils se développent sur des substrats acides, sableux, pauvres en minéraux altérables, notamment des grès et quartzites, mais aussi sur des schistes et granites. Ils se caractérisent idéalement par la présence de trois horizons spécifiques, sous une litière épaisse (humus de type mor) et un horizon organo-minéral. Tout d’abord un horizon blanchi à structure particulaire, très poreux, très pauvre en argile formant un horizon lessivé (E). Il surmonte un horizon très sombre, noirâtre, riche en matières organiques, en aluminium et/ou en fer (BPh) puis un horizon ocre enrichi en fer, aluminium et dans une moindre mesure en matières organiques (BPs). Ils occupent généralement les sommets de butte ou les pentes fortes exposées au Nord et sont souvent en association avec des sols peu différenciés. Ces sols sont absents à très rares en milieu cultivé, du fait notamment de leur forte acidité, de leur pauvreté en éléments qui induisent une très faible activité biologique, et de leur abondance en éléments grossiers. Ils sont généralement filtrants et peu profonds ce qui se traduit par une réserve utile faible en été. Du fait de ces contraintes, ils sont fréquemment associés à des résineux ou à des landes à bruyère.
Les sols de dunes littorales se développent quant à eux à partir d’un substrat meuble, le sable éolisé, provenant de l’érosion des plages. Cette forte proportion de sables quartzeux, peu altérables, associée à une érosion éolienne très forte et à des processus pédogénétiques peu intenses, conduit à des sols peu évolués de type arénosol ou régosols. Les premiers possèdent des quantités de matière organique non négligeables et peuvent être le siège d’une activité biologique, contrairement aux seconds. Ces sols très secs, bien aérés, calcaires ou non, ont une faible fertilité. Ils portent généralement une très maigre végétation très sensible au piétinement. Ils forment les cordons dunaires en bordure des plages et sont fréquemment associés à des étangs ou zones humides en arrière des dunes. Ils sont surtout représentés de façon discontinue le long de la côte sud, de Tréguennec (Finistère) à Damgan (Morbihan) et sur la côte Nord du Finistère.

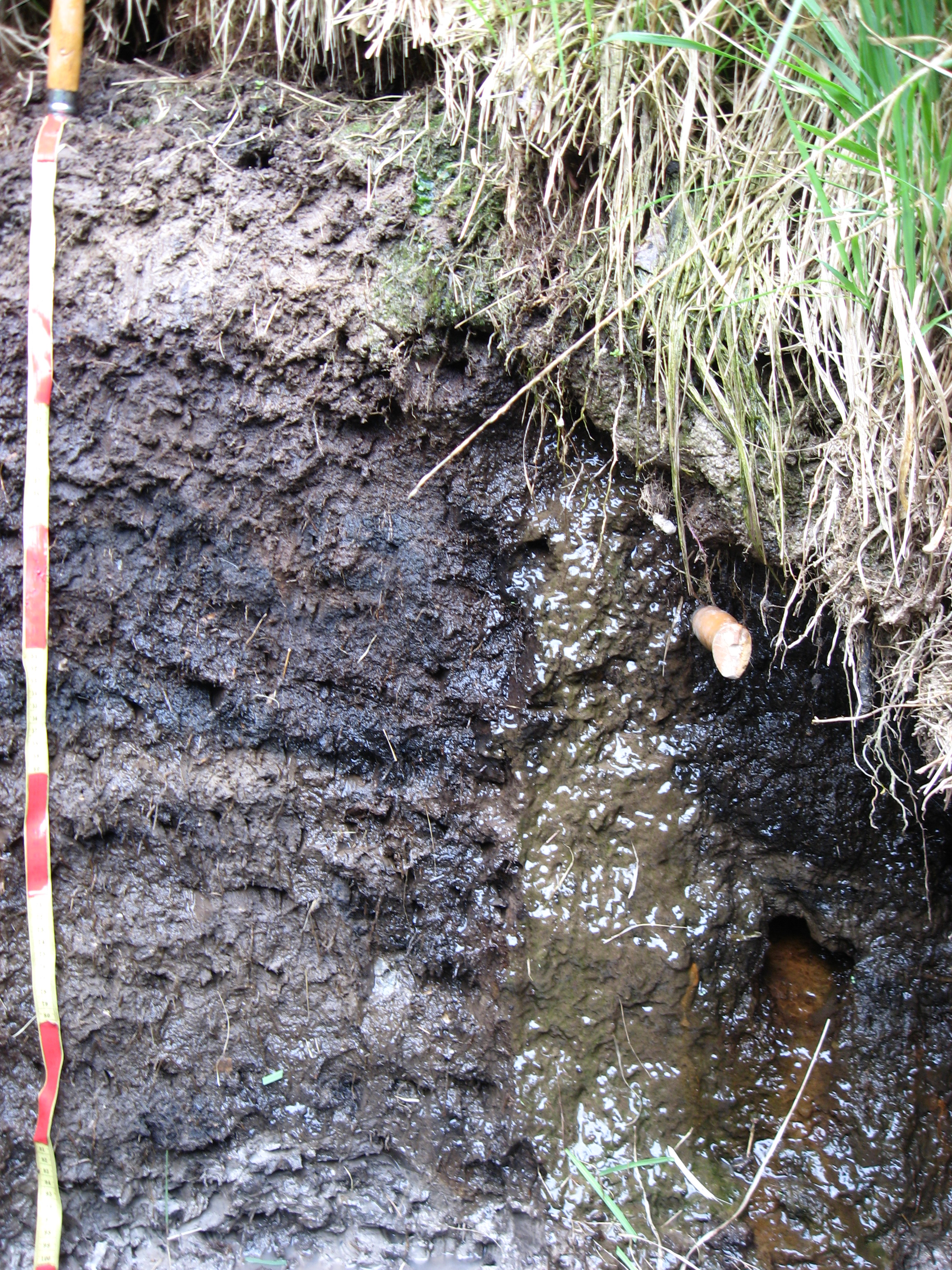
HISTOSOL dans le Finistère.

Les tourbières sont caractérisées par une accumulation de débris végétaux morts en milieu humide à nappe d’eau peu renouvelée ou en milieu saturé par de l’eau oxygénée, mais dans lequel l’activité bactérienne est faible. Les sols qui les caractérisent sont des histosols, composés quasi-exclusivement d’horizons histiques. Selon le degré de décomposition des végétaux, on distingue les horizons sapriques (décomposition forte à totale), mésiques ou fibriques (décomposition nulle à très faible). La teneur en matière organique dépasse très souvent les 40 %. Il n’est pas rare de retrouver des horizons histiques au sein de sols alluviaux, mais leur faible épaisseur ne suffit pas à former un HISTOSOL. Sur les  6 000 ha de tourbières recensées en Bretagne (0,2 % de la superficie régionale), les trois quarts sont observées dans le Finistère, notamment dans les Monts-d’Arrée et les Montagnes Noires. Elles sont associées à des paysages de landes, prairies humides ou roselières, dans des positions topographiques favorisant la saturation en eau du sol (tête de talweg, vallon à fond plat, dépression humide...). Depuis le XVIe siècle et jusque dans les années soixante, la tourbe était traditionnellement extraite et utilisée comme combustible familial. Une exploitation industrielle à des fins énergétiques s’est également développée. Elle est encore aujourd’hui utilisée, mais cette fois-ci comme support de culture en horticulture.

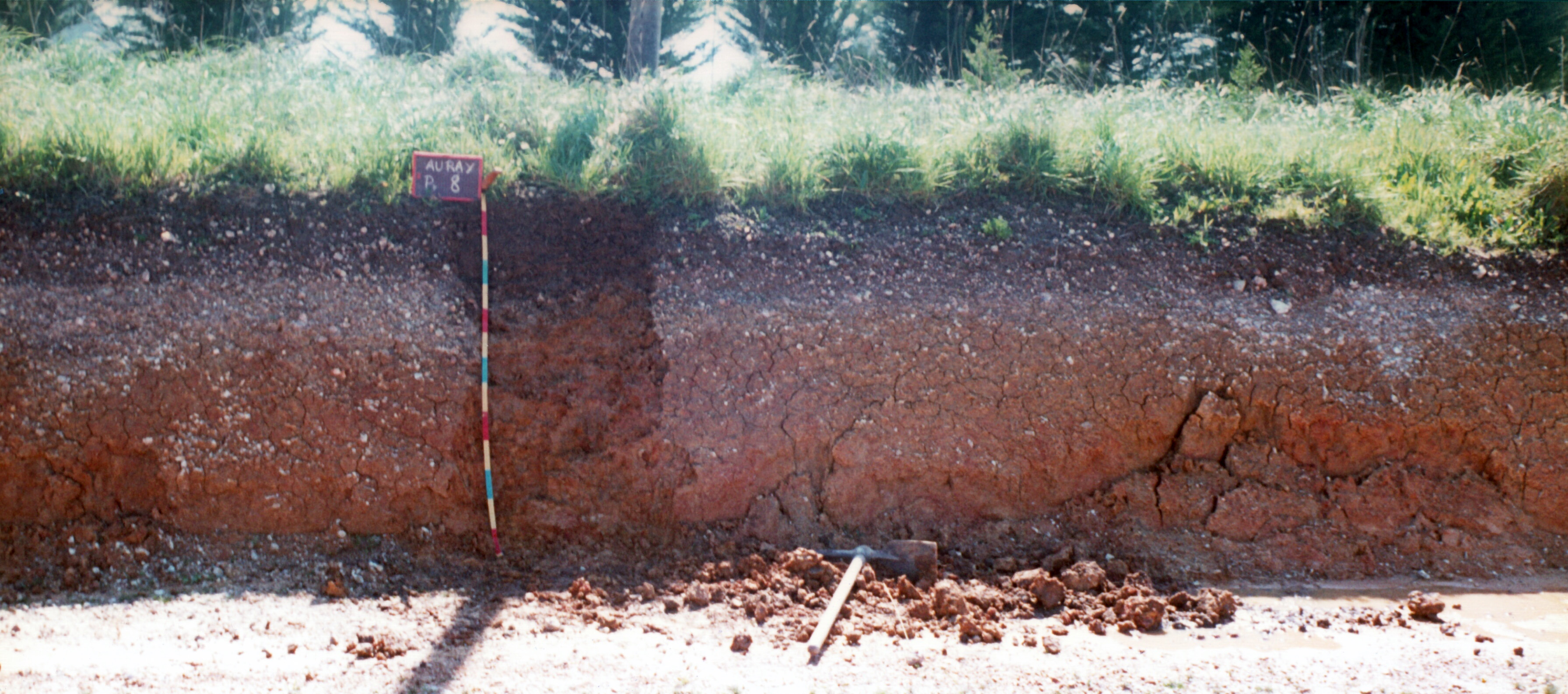
FERSIALSOLS de Belle-Ile (Morbihan).

Il est possible d’observer en Bretagne des sols rouges similaires à ceux observés en contexte méditerranéen. Ces couleurs vives sont dues à la présence de fer qui a été libéré à la suite d'une altération très importante d’une roche mère. Ce type d’altération ne se produit plus sous notre climat océanique actuel. Les sols ayant subi cette pédogenèse ancienne sont appelés des Paléosols. Deux catégories de sols peuvent être rencontrées : les fersiasols et les ferrallitisols. Les premiers se développent au sein d’anciennes terrasses alluviales ou de dépôts gravelo-sablo-argileux du Pliocène appelés sables rouges, qui parsèment le sud-est de la Bretagne et peuvent être affectés par des phénomènes d’oxydo-réduction liés à la présence d’une nappe temporaire. Les seconds, observés principalement dans le sud de l’Ille-et-Vilaine, constituent les cuirasses ferrugineuses. Ces indurations que l’on retrouve en haut de versant ou sur les plateaux, sont parfois épaisses de plusieurs mètres ; elles étaient autrefois exploitées comme minerais de fer. Ces horizons d’accumulations d’oxydes métalliques, indurés, sont appelés horizon pétroxydique OXm. En plus de la présence de ces indurations, les FERRALLITISOLS se distinguent des FERSIALSOLS par l’absence de minéraux argileux de type 2/1 et d’illuviation d’argile. En effet, l’altération ferrallitique conduit à la disparition totale des minéraux primaires et à la formation de minéraux argileux de type 1/1.

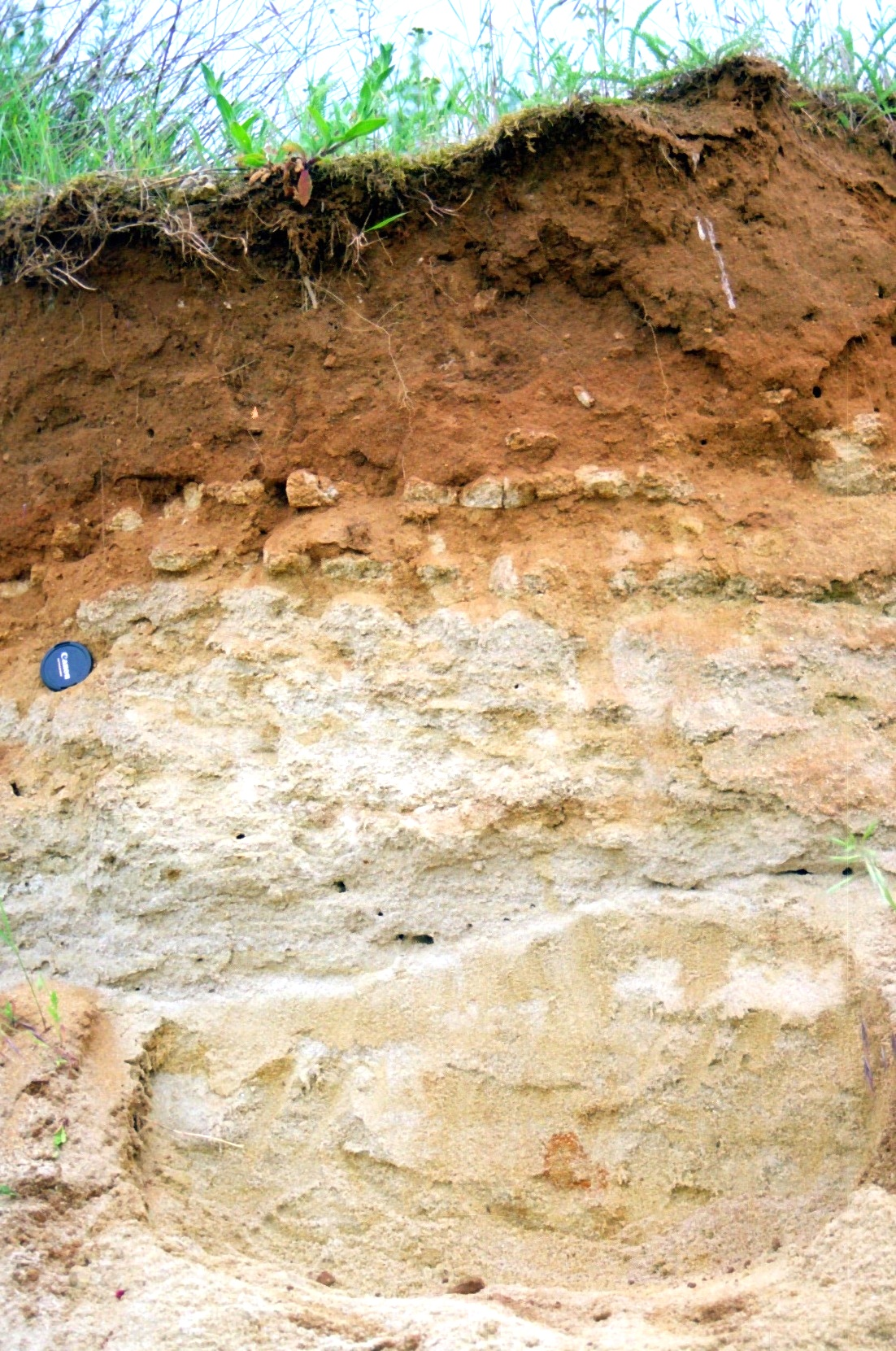
Calcosol sur falun du Quiou (Côtes-d'Armor).

Les potentialités agricoles de ces sols sont variables. Leur couleur rouge fait qu’ils se réchauffent plus rapidement que les sols bruns, ce qui est un atout pour l’implantation des cultures. Leur richesse en argile contribue à structurer le sol ; leur charge en éléments grossiers, lié à la présence de quartz ou à la dégradation de la cuirasse, peut être un facteur limitant à la mise en culture (faible réserve en eau, usure du matériel). De plus, leur pauvreté en éléments nutritifs, leur pH acide à très acide, contraignent à des apports de chaux, engrais et matières organiques.
Enfin, signalons la présence très ponctuelle en Ille-et-Vilaine et dans les Côtes-d'Armor de calcosols. Ces sols carbonatés, dans lesquels le carbonate de calcium domine, se sont développés dans une roche sédimentaire détritique constituée de débris coquilliers et appelée faluns. Ces dépôts se sont mis en place au Tertiaire à l’emplacement de l’ancienne mer des Faluns. De nombreuses carrières encore visibles aujourd’hui témoignent de l’exploitation de ces faluns. Les calcosols se développent dans un relief mollement ondulé. Ils sont en général surmontés d’une terrasse alluviale caillouteuse ; la charge en éléments grossiers peut donc être limitante pour la mise en culture. Ils présentent des textures limono-argilo-sableuses, une bonne stabilité structurale liée à la présence de calcium, et des pH basiques.
Ainsi sous leur apparente uniformité, les sols bretons montrent une grande diversité. Le Tableau 4 propose une synthèse des types de sols bretons observés et une comparaison avec les sols rencontrés en France. La figure 5 propose quelques illustrations de la répartition régionale de grands types de sol.
| Sol dominant légende FAO                                                                       | Références de sols correspondantes1 | Fréquence en France 2 | Fréquence en Bretagne                                      |
| Cambisol                                                                                       | Brunisol, Alocrisol                 | 42,3                  | Majoritaires en Bretagne, sur tout type de substrat        |
| Luvisol                                                                                        | Luvisols                            | 15,0                  | Fréquent, surtout dans le Nord de la région, sur limons    |
| Rendzine                                                                                       | Calcosol/Calcisol                   | 12,4                  | Peu représenté                                             |
| Podzol/Podzoluvisol                                                                            | Podzosol                            | 12,0                  | Peu représenté                                             |
| Fluvisol                                                                                       | Fluviosol/Thalassosol               | 7,8                   | Fréquent mais représente peu de surface au niveau régional |
| Lithosol                                                                                       | Lithosol                            | 3,2                   | Peu représenté                                             |
| Ranker                                                                                         | Rankosol                            | 2,3                   | Fréquent                                                   |
| Agglomération                                                                                  | Anthroposol                         | 1,2                   | En forte augmentation                                      |
| Arénosol                                                                                       | arénosol                            | 0,9                   | Peu représenté                                             |
| Andosol                                                                                        | Andosol                             | 0,9                   | Inexistant                                                 |
| Régosol                                                                                        | Régosol                             | 0,6                   | Peu représenté                                             |
| Solonchak                                                                                      | Salisol                             | 0,4                   | Inexistant                                                 |
| Gleysol                                                                                        | Rédoxisol/Réductisol                | 0,4                   | Fréquent                                                   |
| Histosol                                                                                       | Histosol                            | 0,3                   | Peu représenté, majoritairement dans le Finistère          |
| Planosol                                                                                       | Planosol                            | 0,1                   | Peu représenté                                             |
| Vertisol                                                                                       | Vertisol                            | 0,1                   | Peu représenté                                             |
| glacier                                                                                        |                                     | 0,1                   | Inexistant                                                 |
| Phaeozem                                                                                       | Phaeosol, Grisol                    | 0,1                   | Non observé                                                |
| 1 Références indiquées selon le Référentiel Pédologique de 2008                                |                                     |                       |                                                            |
| 2 Données extraites de la base de données géographiques des sols d'Europe au 1/1 000 000, 1997 |                                     |                       |                                                            |

Tableau 4 : Comparaison de la fréquence des grands types de sols en France et en Bretagne.

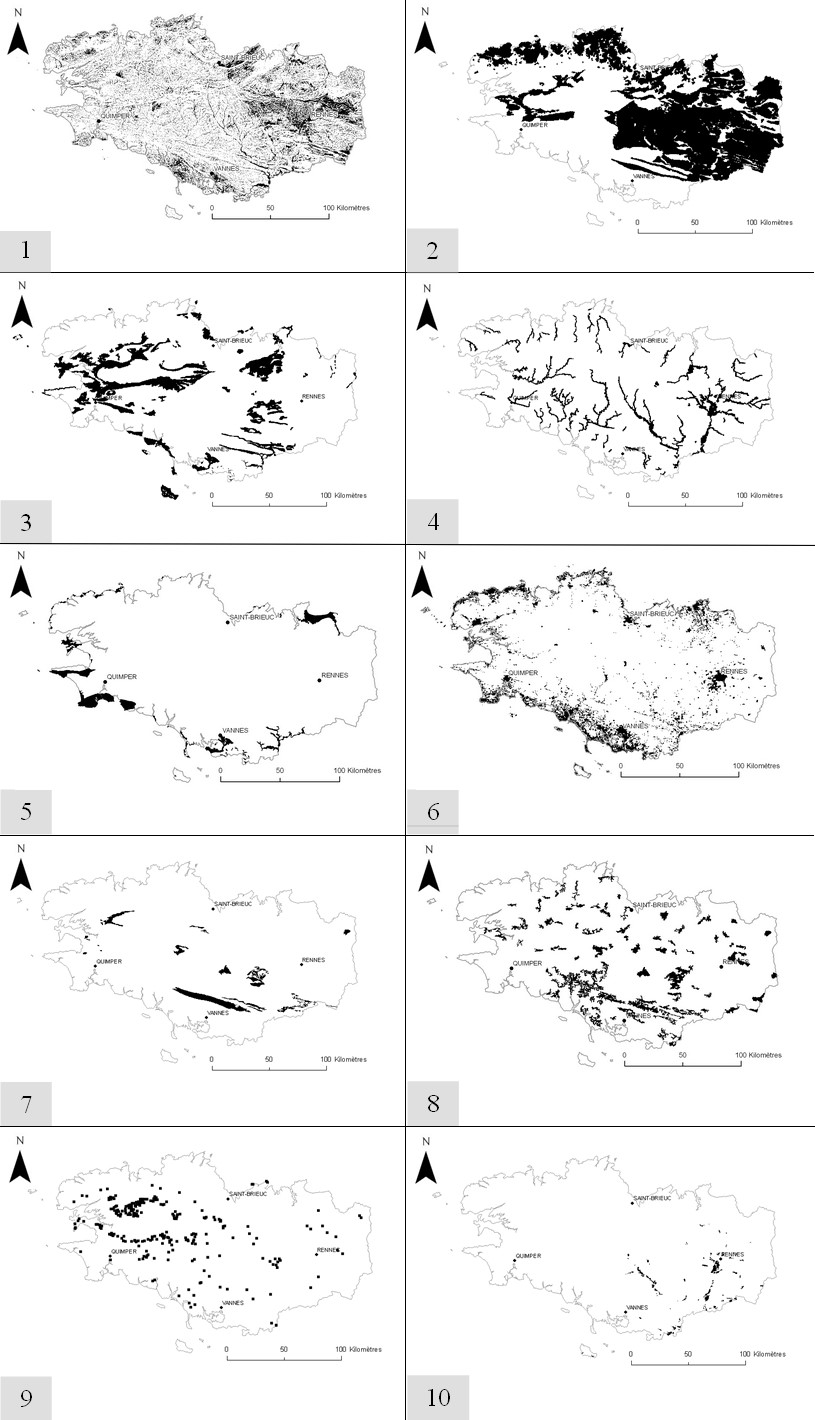
Figure 5: Distribution régionale de quelques grands types de sols

1. Carte de prédiction de la répartition des sols présentant des traits d’hydromorphie avant 40 cm de profondeur se prolongeant et/ou s’intensifiant en profondeur. Elle est obtenue par modélisation pédologique à partir de données ponctuelles.
2. Pédopaysages au sein desquels la proportion de sols affectés par un lessivage d’argile est dominante. Cela correspond essentiellement aux sols issus des limons éoliens et des schistes des bassins briovériens ; au sein de ces derniers, ils sont associés à des Brunisols.
3. Pédopaysages au sein desquels la proportion de sols peu épais est dominante.
4. Pédopaysages au sein desquels la proportion de sols issus d’alluvions fluviatiles est dominante.<
5. Pédopaysages au sein desquels des sols d’apports marins ou fluvio-marins sont observés.
6. Illustration de l’artificialisation des sols par la représentation des types de paysages correspondant à l’urbain dense, au périurbain et bourgs et à l’habitat diffus en Bretagne.
7. Pédopaysages au sein desquels des Podzosols sont observés.
8. Répartition des forêts bretonnes ; les Alocrisols sont les sols forestiers majoritairement observés.
9. Inventaire des tourbières bretonnes
10. Pédopaysages au sein desquels la proportion de paléosols est dominante.

## Propriétés et fonctionnement des sols

### La texture

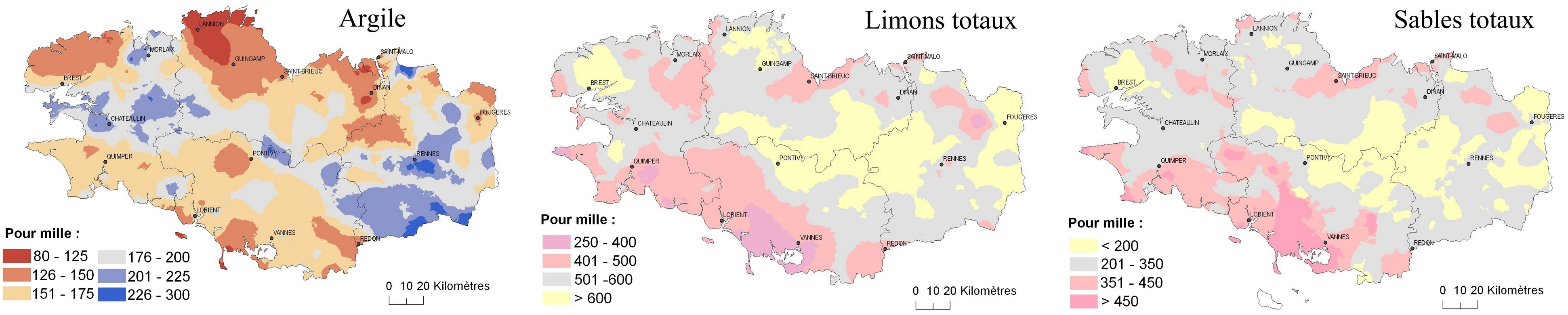
Figure 6 : Teneurs en argile, limons et sables des horizons de surface des sols bretons.

La texture des horizons de surface des sols bretons est dominée par les limons (particules de 2 à 50 µm) (Figure 6). Cette prédominance s’accompagne d’une variabilité limitée des teneurs en argile (particules inférieures à 2 µm) variant le plus souvent de 10 à 17 %. Cependant certains sols spécifiques présentent des teneurs en argile nettement plus élevées.
Deux facteurs expliquent l’importance de la fraction limoneuse dans le contexte breton :
- l’extension des substrats géologiques dont l’altération conduit à des particules de la taille des limons, en particulier les différentes roches sédimentaires et métamorphiques présentes.
- les apports éoliens de particules de taille comprise entre 20 et 50 µm, d’importance décroissante du nord au sud, qui ont recouvert les différents substrats et ont pu homogénéiser les textures de surface. Ces limons d’altération ou d’apport peuvent être distingués sur le terrain par la distribution de la taille des particules, qui est en faveur des limons grossiers dans le cas des limons éoliens ; ils présentent également des caractéristiques minéralogiques différentes. Mais, très souvent, les matériaux d’apports éoliens ont été mélangés aux matériaux en place, du fait de redistributions locales postérieures aux dépôts. Des modèles de mélange, associant différents pôles de matériaux en place ou d’apport, permettent d’expliquer l’essentiel de la variabilité observée dans les secteurs de Bretagne où ce mélange est survenu[26].

Deux variations importantes perturbent néanmoins ce schéma :
- Les grands massifs granitiques, notamment au sud de la région, mais également au nord dans des situations de plus faibles apports de limons, correspondent à des sols nettement plus sableux, contenant plus de 35 % de sables. Des apports de sables éolisés peuvent renforcer ce trait le long du littoral sud.
- Certains substrats schisteux conduisent à des sols plus riches en argile, avec des teneurs moyennes de l’ordre de 18 à 22 %, notamment dans la partie centrale du Massif armoricain. Ces variations d’apparence limitées se traduisent par des variations de comportement physique significatives.

Il faut aussi noter que l’uniformisation des textures en surface par les processus de mélange et de redistribution locale, est beaucoup moins marquée dans les horizons profonds. On observe ainsi très souvent des variations verticales des textures très importantes, liées à des superpositions de matériaux (par exemple un limon éolien reposant sur une arène sableuse granitique) et dans une moindre mesure aux processus de lessivage d’argile.

### Statut organique et qualité chimique des sols
Le statut organique et les propriétés chimiques des sols cultivés sont relativement bien documentés en Bretagne, à travers les études statistiques menées par canton sur les analyses de terres des horizons de surface. Une Base de Données des Analyses de Terre (BDAT) existe en effet au niveau national et permet d'obtenir des statistiques sur de nombreux paramètres des sols à l'échelle du canton ou de la petite région agricole. De telles références ne sont pas disponibles pour les milieux naturels et urbanisés et leurs sols sont donc moins bien caractérisés. Néanmoins, l’utilisation des plantes bioindicatrices des conditions pédologiques a permis une première cartographie des variations des pH dans les sols forestiers.

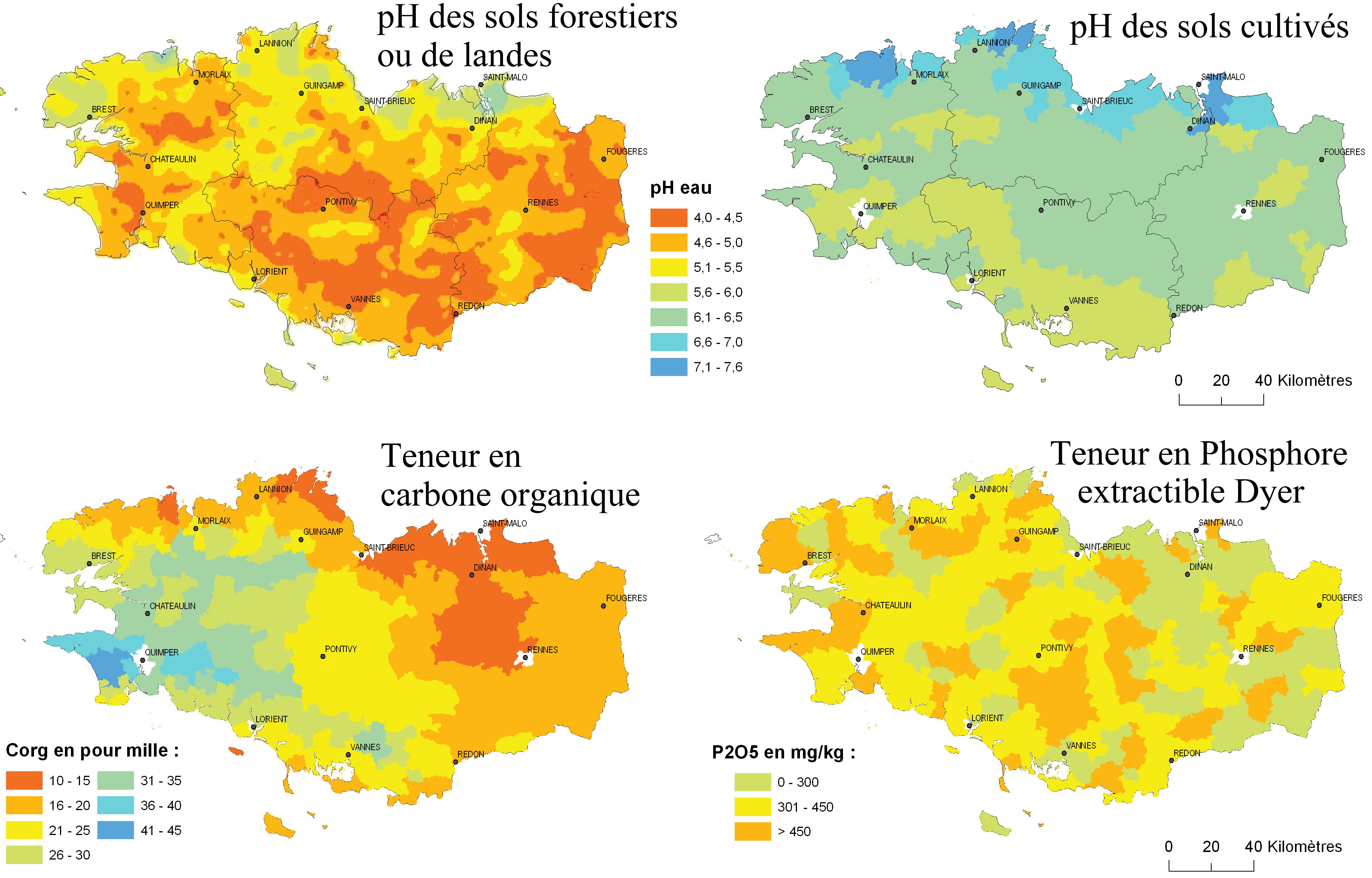
Figure 7 : Cartographie de propriétés chimiques (pH, teneur en phosphore) et de la teneur en carbone organique des horizons de surface des sols bretons.

Obtenues à partir de démarches très différentes, les deux cartes du pH des sols en milieu forestier et en milieu agricole, ne sont pas directement comparables (Figure 7). Mais, leur rapprochement permet de se rendre compte de l’acidité nettement plus marquée (pH généralement inférieur à 5, très souvent inférieur à 4,5) en milieu forestier qu’en milieu agricole. Le faible pouvoir tampon des matériaux parentaux des sols bretons explique cette très forte acidité des sols, qui induit des milieux très fréquemment oligotrophes, support de communautés végétales spécifiques, tolérantes à la toxicité aluminique et à la fertilité chimique médiocre des sols.
La mise en valeur agricole des sols a longtemps été freinée par ces problèmes d’acidité et certaines cultures peu tolérantes à l’acidité (par exemple le blé) ne pouvaient être implantées dans une grande partie de la Bretagne : seules les zones littorales bénéficiant d’apports de matériaux calcaires d’origine marines ou encore les zones développées dans des alluvions marines (par exemple le Marais de Dol), disposaient de sols agricoles, pour lesquels les problèmes d’acidité n’étaient pas une contrainte.
La disponibilité croissante à partir du XIXe siècle d’amendements calcaires (chaux, marnes) a permis un accroissement généralisé et remarquable du pH des sols et a levé un verrou majeur à l’intensification de la production. Les pH actuels, compris majoritairement entre 6,0 et 6,5 correspondent à des sols légèrement acides (Figure 6), qui nécessitent des apports réguliers d’amendements calcaires pour éviter leur acidification naturelle. Notons également que ce redressement du pH des sols s’est accompagné à partir des années 1960 d’une correction d’autres contraintes chimiques, notamment celles liées à des carences très fréquentes en certains oligo-éléments (Cu, Zn, Bo), mais aussi des déficiences en K, Mg et P. Les analyses de terre ont ainsi permis au cours des dernières décennies de modifier les caractéristiques physico-chimiques des sols agricoles, en faveur de teneurs et de compositions optimales sur le plan agronomique.
Il faut néanmoins noter que la cartographie du pH des sols cultivés (Figure 7) révèle deux autres structures majeures :
- un pH plus acide dans le sud associé aux sols développés sur granite et qui peut s’expliquer par une acidité initiale plus forte, mais également une moindre intensification et correction chimique de ces sols ;
- des pH nettement plus élevés le long du littoral nord, qui s’expliquent par des apports d’amendements calcaires plus anciens et plus beaucoup plus importants, notamment dans les zones légumières.

La carte des teneurs médianes en carbone organique (Figure 7) révèle un autre trait remarquable de la variabilité des sols bretons, i.e. un gradient très important de teneurs en matière organique des sols, de 1 à 4,5 % de carbone organique, soit de 1,7 à 7,8 % de matière organique en se limitant aux seules terres cultivées). Ce gradient, structuré géographiquement du nord-est au sud-ouest, couvre une étendue de variation du même ordre que celle observée à l’échelle de la France entière et représente un trait essentiel de la diversité régionale des sols, mais aussi de leur fonctionnement. L’origine de ce gradient n’est pas pleinement élucidée, mais les processus susceptibles de l’expliquer sont connus :
- une variabilité climatique (précipitations, température)
- des différences d’historique et d’intensité d'utilisation agricole des sols (proportion de prairies dans les rotations, dates de mise en cultures
- des variations intrinsèques des sols (pH, teneur en argile, minéralogie). Ces déterminants influencent les quantités de carbone issues de résidus végétaux qui entrent annuellement dans le sol, mais également les dynamiques de minéralisation du carbone, notamment par l’intermédiaire de leurs effets sur l’activité macrobiologique et microbiologique des sols. Ainsi, les zones où les teneurs en carbone sont les plus fortes correspondent à des secteurs à plus forte pluviométrie, avec un historique de retournement de prairies récent, des pH souvent plus acides, … alors que les zones à teneur très faibles ont une pluviométrie moindre, sont exploitées intensivement de plus longue date, avec des pH plus élevés.

La carte des teneurs en phosphore extractible selon la méthode Dyer (Figure 7) illustre un dernier trait majeur, qui est l’enrichissement important des sols bretons en phosphore au cours des dernières décennies. D’une situation de carence quasi-généralisée en phosphore observée dans les premières analyses de terre disponibles à partir des années 1960, nous sommes passés à une situation générale de teneurs élevées à très élevées, qui s’explique par les apports de redressement effectués à partir de cette date, mais aussi par l’importance du recyclage des effluents d’élevage sur les sols, à des doses quasi-systématiquement excédentaires en phosphore par rapport aux besoins des plantes.

### Les organismes vivants du sol
Le sol abrite une faune très diverse. Bien que l’ensemble des organismes vivants dans le sol ne représente que 0,08 % de la masse du sol, son activité est primordiale dans le fonctionnement du sol. Ainsi, la faune du sol a des effets d'ordre biologique (stimulation de la flore microbienne des sols, etc.), chimique (enrichissement en minéraux assimilables, épurations biologiques, etc.) et physique (fragmentation des matières organiques fraîches, brassage, transfert de carbone et nutriments, création de porosité, agrégation et stabilité structurale, etc.).

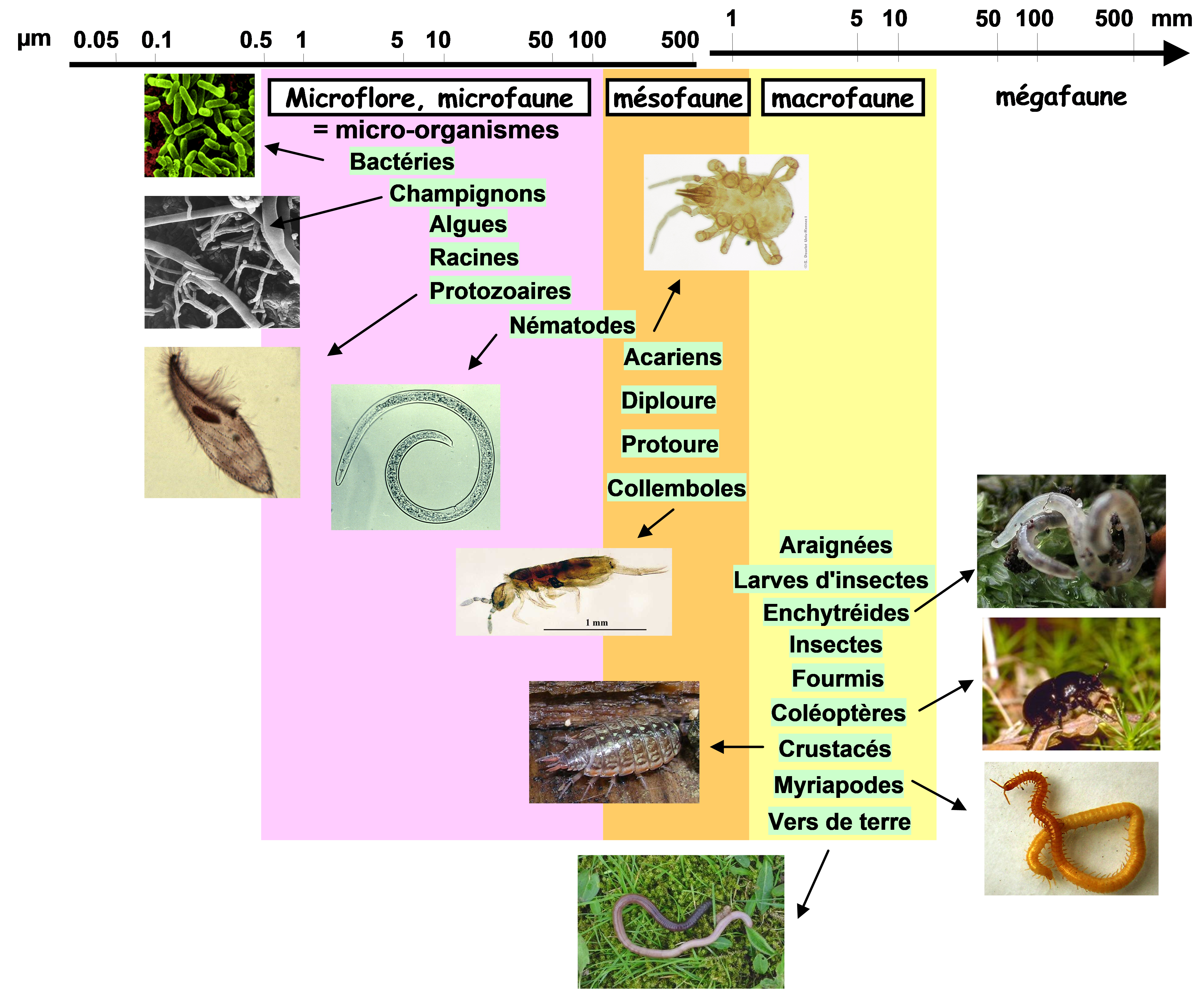
Figure 8 : Taille et diversité des organismes du sol.

La faune du sol peut être classée selon des critères de taille (Figure 8), qui permettent de comprendre les rôles complémentaires de cette diversité biologique vis-à-vis de l’utilisation des niches écologiques et de leurs capacités à réagir aux modifications de leur environnement. Les organismes de taille inférieure à 0,2 mm constituent la microfaune (protozoaires et certains nématodes). La mésofaune, de taille comprise entre 0,2 et 4 mm, rassemble entre autres les grands nématodes, les acariens, les collemboles et les enchytréides. La faune de taille comprise entre 4 et 80 mm compose la macrofaune (vers de terre, termites, larves d'insectes, fourmis, limaces, araignées, cloporte, myriapodes ou millepattes, etc.).
Les micro-organismes (microflore et microfaune) vivent et agissent à l’échelle de l’agrégat (univers de vie de l’ordre de quelques mm à 5 cm). Ils interviennent dans les étapes de biodégradation, de minéralisation et d'humification de la matière organique. Leur activité permet la libération d'éléments nutritifs pour la plante, alors que leur inactivité entraîne le blocage des cycles du carbone, de l'azote et du soufre, associé à un mauvais fonctionnement du sol. Malgré leur petite taille, les micro-organismes peuvent aussi influencer la structure du sol : les bactéries et les champignons jouent un rôle fondamental dans la structuration du sol, via la formation et la stabilisation des agrégats. Les protozoaires, qui sont microphages, participent à la régulation des communautés bactériennes.
La mésofaune vit et agit à l’échelle de la motte de terre (univers de vie variant de 10 à 50 cm). Ce sont des broyeurs de feuilles, des fragmenteurs de matières organiques mortes, ou encore des prédateurs (exemple de certains acariens).
Les organismes de la macrofaune vivent et agissent à l’échelle du profil de sol (univers de vie variant de 1 à 5 m d’extension). Ils peuvent modifier les propriétés physiques et chimiques de leur environnement, si bien qu’on les qualifie souvent « d’ingénieurs de l’écosystème ». Ils créent des structures physiques plus ou moins pérennes à travers lesquelles ils modifient la disponibilité ou l'accessibilité d'une ressource pour d'autres organismes. Ils agissent sur l’évolution de la matière organique, son intégration et sa redistribution dans le profil de sol : la matière organique morte, prélevée à la surface ou dans le sol, est fragmentée, brassée dans le tube digestif avec la matière minérale ingérée lors de la création des galeries, et rejetée sous forme de déjections qui seront déposées à la surface ou dans le profil le sol.
Les organismes du sol sont des acteurs de l’état et de l’évolution du système interactif sol, mais également des indicateurs de perturbations.

## Les sols au cours du temps

### Évolution au cours du Quaternaire
Les traces de sols anciens sont nombreuses en Bretagne. Le long de certaines falaises de bord de mer, on voit aisément plusieurs sols superposés résultant de cycles d’érosion et dépôts successifs, mais également de processus pédogénétiques différents : par exemple, la coupe de Nantois en Pléneuf-Val André permet d’observer, sur une vingtaine de mètres d’épaisseur, des séquences d’horizons attribués à une dizaine de paléosols différents, datés depuis 200 000 ans BP jusqu’à la période actuelle. Les traits pédologiques des sols développés dans des dépôts successifs d'origine éolienne, diffèrent fortement. La variabilité climatique au cours du Quaternaire a ainsi eu une influence déterminante sur la pédogenèse des sols. Des paléosols encore plus anciens subsistent à l’échelle régionale, notamment des Fersialsols (320 000 ans BP). Par ailleurs, des reliques de sols ferralitiques peuvent être observées et sont antérieures au Quaternaire.
Malgré tous ces indices de pédogenèse ancienne, il faut noter que la couverture pédologique a été fortement rajeunie à l’issue de la dernière période glaciaire du Weichsélien, comprise entre 17 000 et 20 000 ans BP. Au cours de celle-ci, les sols de Bretagne, situés alors au sud de la calotte glaciaire, subissent de nombreux processus périglaciaires qui les déstabilisent fortement et qui apportent à la surface des sols de nouveaux matériaux, issus d’une redistribution locale ou d’origine allochtone.
Les sols actuels résultent ainsi pour l’essentiel des matériaux mis en place il y a 15 000 ans et des processus pédogénétiques qui les ont affectés depuis lors : il s’agit donc de sols relativement « jeunes » dont la différenciation des horizons reste globalement peu marquée. La période postglaciaire de l’Holocène permet l’implantation d’un couvert forestier et est considérée comme une période de stabilité, où les processus d’érosion et de sédimentation sont modérés. Selon la nature des matériaux et les conditions locales, les sols sont affectés par des processus dominants de brunification, d’illuviation, d’hydromorphie ou de podzolisation, qui conduisent aux grands types de sols observés aujourd’hui.
Néanmoins, la colonisation progressive du Massif armoricain par l’homme induit une déforestation et une mise en culture qui affectent directement les sols. L’installation de parcellaires et les pratiques culturales associées entrainent une augmentation forte des processus d’érosion, notamment au cours de la période romaine et à nouveau à partir du Haut Moyen-Âge, qui génèrent un colluvionnement de bas de versant ou en amont des talus : dans le secteur de Montours (Ille-et-Vilaine), la datation au carbone 14 de charbons de bois prélevés dans des colluvions accumulées en amont d’anciennes haies, donne des âges compris entre les Xe et XIIIe siècles, en accord avec une augmentation forte de la mise en culture révélée par des diagrammes polliniques établis dans une tourbière à proximité du site.

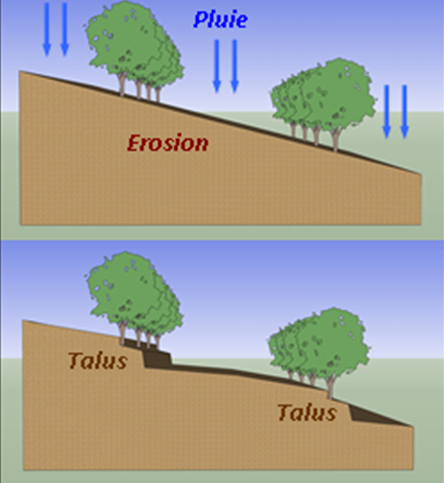
Figure 10 : Modifications du paysage par la mise en place de haies bocagères.

La mise en culture des terres défrichées au Moyen-Âge s’accompagne de la mise en place de haies qui délimitent les champs et atténuent les effets de l’érosion. Entre les haies, la terre démobilisée lors des phénomènes d’érosion vient s’accumuler contre la haie positionnée en contrebas. En amont de la parcelle le sol subit une ablation, tandis qu’en aval il s’épaissit par colluvionnement, la pente se modifiant ainsi progressivement (Figure 10). Ainsi, la distribution des sols peut être profondément modifiée par l’homme.
L’activité humaine a donc un impact sur les sols de façon importante depuis au moins un millénaire : à l’accroissement de l’érosion, il faut ajouter les effets du travail du sol, des apports de matière organique, de l’implantation des cultures ou encore des techniques d’assainissement. Les fonctionnements physico-chimiques et biologiques des sols ont donc été fortement influencés par l’homme bien avant l’intensification de l’agriculture des dernières décennies, mais sans avoir la possibilité de lever certaines contraintes majeures, notamment liées à l’acidité et aux carences en éléments nutritifs.

### Évolutions récentes
Depuis les années 1950, les évolutions de l’agriculture et de la gestion des sols ont été particulièrement fortes. Les choix réalisés au sortir de la guerre pour assurer l’autosuffisance alimentaire du pays ont conduit à une intensification des modes de production agricole bretons. Ainsi, en 50 ans, la Bretagne est devenue l’une des premières régions agricoles d’Europe, notamment pour l’élevage. La modernisation des méthodes culturales a permis de s’affranchir peu à peu des caractéristiques intrinsèques du sol pour l’adapter aux nécessités de la production. De nombreuses terres jusqu’alors impropres à la culture sont converties en terres cultivées productives. L’amélioration des connaissances des caractéristiques physiques et chimiques des sols, au cours des années 1980, conduit à l’élaboration des premiers plans de fertilisation. L’intensification des productions se poursuit avec l’accroissement des productions bovines et l’apparition des élevages de volailles et de porcs, ces derniers nécessitant des surfaces aptes à l’épandage des effluents produits. Le drainage des terres humides se poursuit jusque dans les années 1990, date à laquelle l’émergence des préoccupations environnementales et la dégradation des ressources en eau amènent à la prise en compte de nouvelles fonctions : les sols ne sont plus perçus comme de simples supports de cultures, mais également comme des systèmes épurateurs vis-à-vis des pollutions liées aux nitrates, pesticides, phosphore, etc.
L’impact de ces mutations techniques et économiques sur les sols bretons n’est pas totalement connu, car on ne dispose pas de données anciennes fiables permettant d’analyser l’évolution des sols. Néanmoins, la constitution progressive de bases de données permet d’identifier les évolutions récentes des sols bretons, détaillées par la suite.

#### Diminution des teneurs en matières organiques
L’évolution des pratiques agricoles, ainsi que la modification des apports organiques liés à l’élevage, ont eu des répercussions sur la matière organique des sols. Ainsi, on observe depuis 40 ans une tendance à la diminution de la teneur en matière organique dans les sols bretons, avec une baisse d’autant plus importante que la teneur initiale était forte. Cela affecte l’activité biologique des sols, la stabilité de sa structure et ses capacités à stocker les nutriments comme le phosphore, à absorber et à biodégrader des polluants. La fertilité des sols peut donc être affectée. Les conséquences environnementales de cette moindre richesse en matières organiques peuvent être importantes notamment en ce qui concerne le ruissellement, l’érosion ou l’entrainement des molécules potentiellement polluantes vers les cours d’eau. Il semble néanmoins qu’au cours de la dernière décennie, on tende vers une stabilisation de ces teneurs.

#### Maîtrise de l’acidité
L'exploitation agricole des sols a longtemps été freinée par des problèmes d’acidité et certaines cultures peu tolérantes à l’acidité  ne pouvaient être implantées dans une grande partie de la Bretagne : seules les zones littorales bénéficiant d’apports de matériaux calcaires d’origine marines ou encore les zones développées dans des alluvions marines, disposaient de sols agricoles pour lesquels les problèmes d’acidité n’étaient pas une contrainte à la production agricole. La disponibilité croissante à partir du XIXe siècle d’amendements calcaires a permis un accroissement généralisé et remarquable du pH des sols et a levé un verrou majeur à l’intensification de la production.
Notons également que ce redressement du pH des sols s’est accompagné à partir des années 1960 d’une correction d’autres contraintes chimiques, notamment celles liées à des carences très fréquentes en certains oligo-éléments, mais aussi des déficiences en K, Mg et P.
Ainsi, au cours des dernières décennies, les analyses de terre ont permis d'établir des diagnostics de fertilité des sols et les apports de fertilisants et amendements chimiques et organiques ont permis de modifier les caractéristiques physico-chimiques des sols agricoles, en faveur de teneurs et de compositions jugées optimales sur le plan agronomique.

#### Contamination par les éléments traces métalliques
Nous ne considérons ici que les éléments cuivre et zinc qui sont les deux éléments traces métalliques principaux apportés aux sols par l’agriculture. Ces éléments sont issus des épandages de lisiers de porcs et dans une moindre mesure des engrais et boues de stations d’épuration. Non dégradables, ils sont stockés dans les sols en se fixant sur les particules solides, mais peuvent, selon les conditions du milieu, être remobilisés. Les propriétés du sol qui affectent leur mobilité sont la texture, le pH, la teneur en matière organique et la présence d’oxydes. Ainsi solubles et disponibles, ils peuvent affecter les organismes du sol et les végétaux et migrer vers les eaux de surface et souterraines. Dans les sols acides, les cas de phytotoxicité se manifestent aux environs de 120 ppm de cuivre et/ou de zinc EDTA. La teneur des sols bretons en Cu et Zn a significativement augmenté au cours des dernières décennies, sans néanmoins approcher ces teneurs de phytotoxicité. La contamination des sols par ces éléments est donc un problème sérieux, mais liée à une accumulation lente à des échelles de temps de l’ordre du siècle.
Au sein des paysages, les zones humides de fonds de vallée jouent un rôle particulier vis-à-vis des éléments traces. Les variations de l’état hydrique du sol entrainent des alternances de phases d’immobilisation en conditions oxydantes et de relargage en conditions réductrices. Les sols saturés de manière permanente, caractérisés par des accumulations importantes de matière organique et un milieu anoxique, sont le siège d’une accumulation des éléments traces.

#### Érosion des sols
Ce processus de déplacement des particules de terre à la surface du sol sous l’action de l’eau, du vent, de l’homme ou simplement de la gravité, peut affecter les fonctions du sol et, dans les cas extrêmes, entraîner sa disparition. Les manifestations d’érosion hydrique les plus marquantes, sous forme de coulées de boue, infligent des dommages aux infrastructures, aux zones résidentielles ou à la qualité de l’eau. Des signes moins spectaculaires, tels que la formation d’atterrissements en contrebas d’une parcelle, sont eux plus fréquents et traduisent de la même manière cette perte en sol. L’érosion est déclenchée par une combinaison de facteurs parmi lesquels la topographie, le climat et l’occupation des sols sont prépondérants. Certaines caractéristiques des sols les rendent plus sensibles aux phénomènes érosifs : textures limoneuses, faibles teneurs en matières organiques, etc.

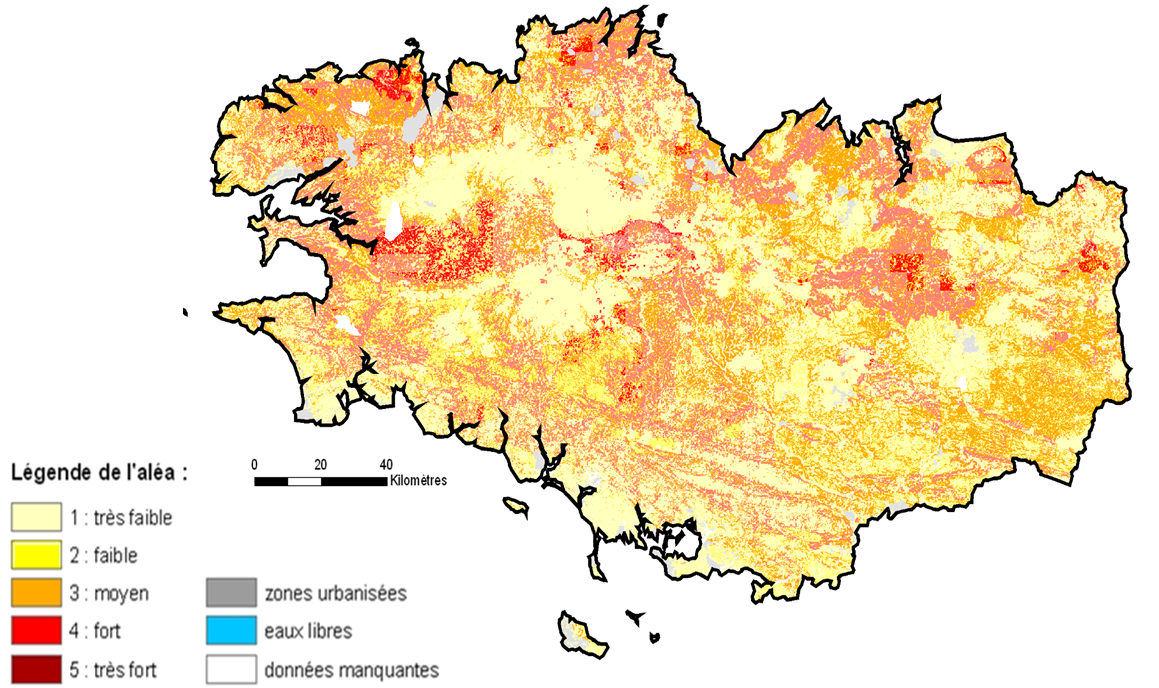
Figure 9 : Évaluation de l’aléa érosif en Bretagne intégrant l’effet du climat, les caractéristiques topographiques, l’érodibilité des sols et l’occupation du sol selon le modèle MESALES de l'INRA.

La figure 9 représente la répartition de l’aléa érosif en Bretagne obtenu par modélisation. On constate que les zones les plus sensibles sont les grands bassins de productions de céréales du centre de la région et les zones légumières du nord.
En Bretagne, ce phénomène naturel s’est accentué au cours des dernières décennies, notamment par l’action de l’homme. En effet, la modification profonde des modes de production bretons depuis les années 1950 s’est accompagnée d’une mutation du paysage agricole. Les remembrements ont tout d’abord entraîné des évolutions des parcellaires, en les rapprochant des centres des exploitations et en augmentant la taille des parcelles. Des linéaires considérables de talus et haies ont alors été arasés : en 50 ans, environ 250 000 km de haies ont été supprimés sur un total de plus de 500 000 km. Ces haies ont pourtant un rôle fondamental dans la limitation de l’érosion des sols et influencent l’organisation des sols le long des versants.
Même si aucune mesure spécifique à la gestion durable des sols n’existe actuellement, des dispositions visant à protéger l’eau notamment, influencent les sols. Ainsi, l’obligation de couverture totale des sols en période de lessivage, en application de la directive européenne sur les nitrates, va dans le sens d’une limitation du ruissellement de surface et donc d’une diminution de l’érosion des sols en période hivernale.

#### L'artificialisation des sols
L’imperméabilisation des sols, reconnue comme l’une des huit principales menaces pesant sur les sols dans l’Union Européenne, limite ses capacités d’infiltration. Elle favorise le ruissellement des eaux de pluie augmentant les risques d’inondations, de coulées boueuses ou encore de pollutions des eaux de surface. Les surfaces dites artificialisées sont en forte augmentation : en Bretagne, entre 1992 et 2006, les surfaces des sols artificialisés ont progressé de 27 %  aux dépens des terres agricoles. Ainsi, entre 1989 et 2006, les territoires agricoles bretons ont perdu en moyenne 3600 ha par an, au profit des zones urbanisées (+ 2 550 ha) et des surfaces boisées (+ 1050 ha). Tous les 10 ans, on estime que l’équivalent de la surface agricole d’un petit département français est perdu pour l’agriculture en France. Cette artificialisation résulte de l’urbanisation au sens large, incluant l’habitat mais aussi les infrastructures de transports et les locaux d’entreprises. En Bretagne, elle est particulièrement marquée dans les zones littorales, le long des grands axes de transports et à proximité des grandes agglomérations. L’urbanisation et l’étalement urbain consomment non seulement les sols des terres agricoles à bon potentiel, mais aussi les sols des zones naturelles riches en biodiversité (zones bocagères, alluviales, dunaires…). Le paysage perd ainsi progressivement son caractère rural et naturel au profit d'une juxtaposition d’ilots verts et de zones construites. Les zones tampons (zones humides, prairies, bocage), véritables interfaces et remparts protecteurs lors de phénomènes pluvieux importants, s’amenuisent.
L'élaboration de la Trame Verte et Bleue a pour objectif de raisonner le développement territorial en tenant compte des continuités écologiques. Elle est intégrée dans les politiques territoriales et les documents de planification (Schéma régional de Cohérence Ecologique, Schéma de Cohérence Territorial, etc) de façon à éviter le mitage des écosystèmes et à maintenir leurs fonctionnalités.

## Les sols comme interface dans l'environnement

### Le sol comme réservoir de biodiversité
La faune du sol est représentée par de nombreux taxons comprenant eux-mêmes des centaines, voire des milliers d’espèces. Cela représente donc une source de biodiversité qui reste en grande partie à décrire.
Le premier inventaire régional de la biodiversité des sols a été réalisé dans le cadre du programme RMQS BioDiv Bretagne en 2006 et 2007. La collaboration de dix équipes de recherche a permis d’appréhender un grand nombre de populations biologiques : la macrofaune (lombriciens, macrofaune totale), la mésofaune (collemboles et acariens), la microfaune (nématodes) et la microflore (biomasse microbienne, structure des communautés bactériennes et gènes fonctionnels).
L’échantillonnage de la biodiversité, qui a concerné les 109 sites RMQS bretons, a conduit à la quantification de la richesse taxonomique des sols bretons, c’est-à-dire au dénombrement des taxons observés au sein des groupes biologiques étudiés dans ce programme (Tableau 6).
|             | Sous Ordre | Famille | Genre | Espèces | Variétés |
| Nématodes   | nr         | 48      | 86    | 210     | nr       |
| Collemboles | nr         | 14      | 33    | 67      | nr       |
| Acariens    | 4          | nr      | nr    | nr      | nr       |
| Lombriciens | 1          | 1       | 8     | 23      | 29       |
| Insectes    | nr         | nr      | nr    | nr      | nr       |

nr : non renseigné
Tableau 6 : Richesse taxonomique par groupes biologiques identifiée sur les 109 sites RMQS BioDiv en Bretagne.

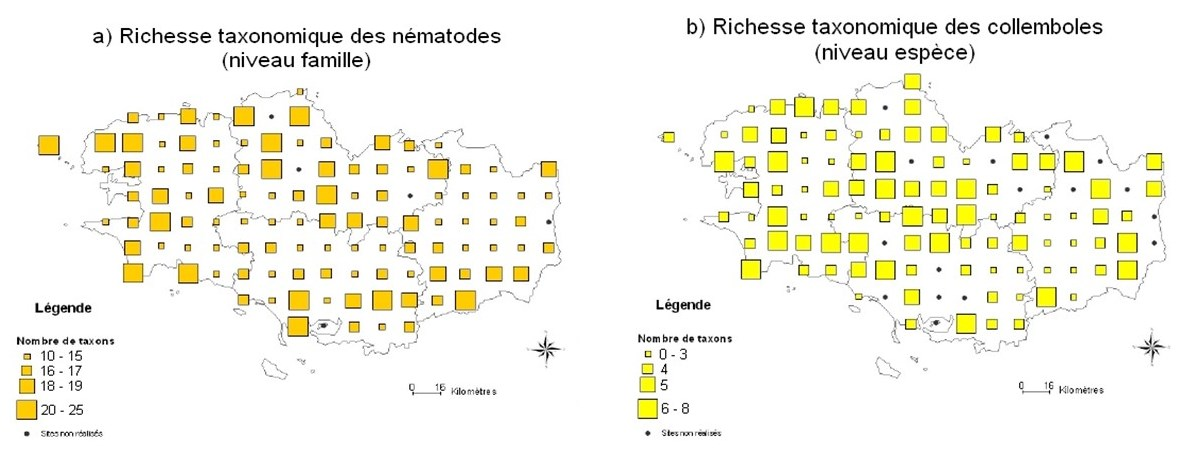
Figure 10 : Cartes de la richesse taxonomique des nématodes et des collemboles sur les sites RMQS Biodiv de Bretagne.

48 familles de nématodes ont été identifiées, sachant que 16 familles étaient en moyenne retrouvées sur un site (Figure 10a). La détermination des acariens a été réalisée au niveau du sous-ordre (Oribatida, Gamasida, Actinedida et Acaridida) tandis que celle des collemboles a été conduite, dans la mesure du possible, jusqu’au niveau de l’espèce. Ainsi, 67 espèces de collemboles ont été inventoriées en Bretagne (Figure 10b), de même que 23 espèces lombriciennes correspondant à 29 taxons (niveau infra-spécifique) avec 8 taxons présents en moyenne sur un site.
Notons que les paramètres de richesse taxonomique, quel que soit le groupe biologique étudié, ne présentent pas de structuration spatiale systématique à l'échelle régionale. Ainsi, ni le gradient climatique Est-Ouest, ni les grandes formations géologiques ne semblent gouverner la distribution spatiale des richesses taxonomiques. A contrario, la mise en regard des données biologiques et des données d’occupation des sols et pratiques agricoles (fertilisation, travail du sol, traitements phytosanitaires) montre l’impact des usages sur certaines richesses taxonomiques.

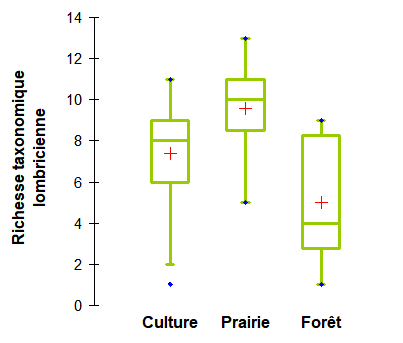
Figure 11 : Richesse taxonomique des lombriciens en fonction de l’occupation des sols : culture (n=52), prairie (n=47) ou forêt (n=8).

Ainsi, si les richesses taxonomiques des nématodes, des collemboles ou des acariens ne varient pas en fonction de l’occupation du sol et des pratiques agricoles, a contrario celle des lombriciens est influencée par l’usage des sols : les prairies se caractérisent par une richesse taxonomique lombricienne plus importante (9,6 taxons) que les sites cultivés et forestiers qui présentent des richesses moindres, respectivement de 7,4 et 5 taxons (Figure 11). De la même manière, la richesse taxonomique lombricienne varie en fonction des pratiques agricoles. D’autres paramètres biologiques, tels que l’abondance de certains nématodes (nématodes phytoparasites) ou de certains acariens (oribates) varient également en fonction de l’usage des sols.
A l’échelle régionale, le sol abrite donc une large biodiversité, qui est majoritairement influencée par les conditions environnementales liées à l’action de l’homme (usages des sols, pratiques agricoles, urbanisation), sachant que des conditions naturelles (type de sol, climat) peuvent aussi agir plus localement.

### Sols et fonctionnement hydrologique
Les caractéristiques des sols influencent la ressource en eau, tant d’un point de vue qualitatif que quantitatif. Ce lien avec l’hydrosphère est particulièrement fort en Bretagne, où le paysage est structuré par un réseau hydrographique très dense drainant plusieurs centaines de bassins versants et où l’approvisionnement en eau potable est assuré à 80 % par les eaux de surface, soumises à de multiples pressions. Dans un contexte de reconquête et de maintien de la qualité des eaux de surface bretonnes, les zones humides des fonds de vallées (ZHFV) jouent un rôle particulier. Ces zones potentiellement hydromorphes sont situées à proximité des cours d’eau et se développent au sein de matériaux alluviaux et/ou colluviaux. Il existe bien évidemment des zones humides en dehors des fonds de vallées, mais elles ont un impact moindre sur l’amélioration de la qualité de l’eau. En effet, selon leur emplacement, leur connexion au réseau hydrographique, le mode d’occupation du sol, les zones humides n’ont pas la même efficacité concernant cette fonction d'épuration des eaux.
A l’interface entre les eaux de la nappe phréatique et les eaux de surface, les ZHFV contribuent à la régulation du fonctionnement hydrologique des bassins versants. Ainsi, en hiver, elles retiennent les eaux issues des précipitations et du ruissellement et contribuent à diminuer les crues ; en été, elles soutiennent le débit d’étiage en alimentant les cours d'eau. Elles participent donc au contrôle des inondations, qui représentent un risque majeur sur le territoire breton, avec plus d’une commune sur cinq de concernées. Cependant, l’urbanisation de certaines zones d’expansions des crues et une gestion agricole parfois inadaptée de ces sols en limitent les effets.
Ces milieux participent également à la protection et à l’amélioration de la qualité des eaux, car ils fonctionnent comme des zones tampons entre les milieux terrestres et aquatiques. Selon les conditions d’oxydoréduction, une partie des nutriments et des polluants traversant la zone humide sont retenus, stockés voire éliminés dans ces zones, qui se comportent alors comme des « puits » d’éléments. Elles ont donc potentiellement un rôle épurateur et de rétention, mais peuvent également devenir des lieux « sources » d’éléments, par exemple, lors de la remise en suspension des particules au moment des crues. Les zones humides sont aussi, dans certaines conditions, émettrices de protoxyde d’azote et de méthane qui sont des gaz à effet de serre.

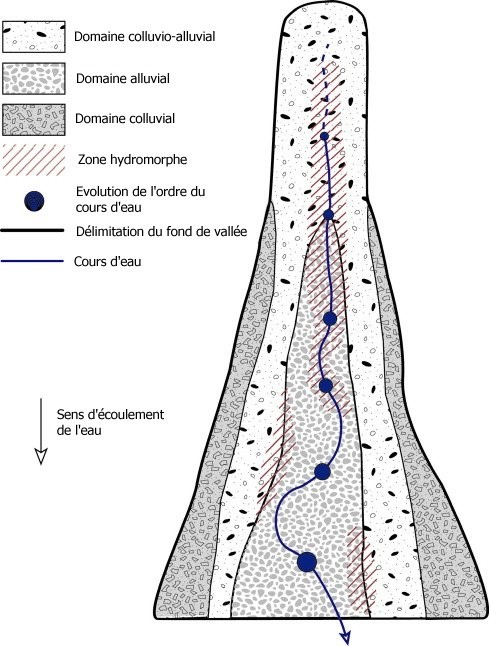
Figure 12 : Modèle conceptuel d’organisation des systèmes de fonds de vallée en fonction de l’ordre des cours d’eau.

Les sols des zones humides sont très divers par la nature des matériaux qui les constituent et les manifestations des traits d’hydromorphie. Ils présentent de plus, une variabilité importante à courte distance. Cette hétérogénéité et la variabilité des conditions d’expression de leurs fonctions induisent une variabilité spatiale et temporelle de leur fonctionnement qui rend délicate l’évaluation de leur efficacité épuratoire.
L’intensification de l’agriculture bretonne a conduit au drainage et à la mise en culture d’importantes surfaces de ZHFV, modifiant parfois profondément leur fonctionnement. Aujourd’hui protégées, les zones humides font l’objet d’inventaires selon des méthodologies qui dépendent de l’échelle de travail et des informations disponibles. Au niveau local, l’observation de la végétation et/ou des sols conduit à les délimiter in situ. A des niveaux d’investigation plus larges, l’analyse numérique de la topographie permet de prédire la localisation de sols hydromorphes en fonction d’indices topographiques. La surface des bassins versants bretons occupée par les ZHFV a ainsi été estimée environ 30 % (chiffre vraisemblablement surestimé) de la superficie régionale, en majorité dans des bassins versants d’ordre 1. Dans le cas de larges vallées alluviales, les critères topographiques ne sont pas suffisants pour comprendre l’extension et l’organisation des sols hydromorphes et proposent de tenir compte de l’ordre des cours d’eau selon la classification de Strahler (Figure 12) : dans le bassin versant de la Vilaine, les sols situés en tête de bassin versant (ordres 1 à 3) sont plus fréquemment affectés par l’hydromorphie que ceux situés en aval, et l’augmentation de l’ordre des cours d’eau est associée à un élargissement des vallées et une diminution de la pente. Ainsi à l’amont (ordre faible), les sols se développent dans un mélange complexe d’alluvions et de colluvions, relativement peu drainant, qui favorise les engorgements. A l’inverse, dans des situations d’ordre élevé, les dépôts sont mieux organisés avec une accumulation des colluvions au pied des versants et des alluvions à proximité immédiate du cours d’eau. Les alluvions sont généralement plus perméables que l’ensemble colluvio-alluvial des têtes de bassin versant et la rivière joue le rôle de drain. Les sols alluviaux des grandes vallées sont donc mieux drainés que les sols colluvio-alluviaux.

## Conclusion
- Si vous ne connaissez pas le sujet, laissez ce bandeau (vous pouvez alors contacter les auteurs).
- Si vous supprimez le contenu mis en cause (vous pouvez préalablement contacter les auteurs),

argumentez précisément cette suppression dans la page de discussion
(un manque de référence n'est pas un argument ; une recherche réelle de référence doit avoir été effectuée, être formellement documentée).
Les sols bretons, couche meuble de 50 cm à 2 m d’épaisseur en moyenne, sont le résultat de l’action de processus et facteurs longs et diversifiés. Ces milieux complexes et organisés, multifonctionnels, vivants, variables dans le temps et dans l’espace ne sont pas renouvelables à l’échelle humaine. Or, ils sont soumis à de multiples dégradations et pressions dont on prend aujourd’hui toute la mesure, qui altèrent la qualité des sols et leur capacité à remplir leurs fonctions. La mise en œuvre des programmes d’inventaire et de surveillance des sols bretons permet progressivement de dresser un diagnostic régional de l’état des sols bretons et d’esquisser des tendances d’évolution de leur qualité.
« La sagesse de la terre est une complicité totale entre l'homme et son environnement ». Cette citation d’un célèbre écrivain breton, Pierre Jakez-Helias, renvoie à une utilisation des sols fondée sur une connaissance approfondie des milieux et une adaptation des moyens mis en œuvre à la diversité des situations rencontrées. De par leur diversité et leur mise en valeur progressive par l’homme, les sols bretons représentent un patrimoine commun important qui contribue au développement économique de la région, tout en ayant un rôle environnemental majeur. Leur protection est donc bien une composante incontournable du développement durable.